# Counter-Strike: Global Offensive
Counter-Strike: Global Offensive (abrégé CS:GO) est un jeu de tir à la première personne multijoueur en ligne de jeu d'équipe, développé par Valve, en collaboration avec Hidden Path Entertainment. Il est sorti le 21 août 2012 sur PC et consoles (Xbox 360, PlayStation 3). Depuis le 6 décembre 2018, le jeu est disponible partiellement en free-to-play.
CS:GO reprend le système de jeu et les principes des précédents opus de la saga : Counter-Strike, Counter-Strike: Condition Zero et Counter-Strike: Source. Il introduit des graphiques rafraîchis, quelques nouveaux éléments de gameplay ainsi que des fonctionnalités inédites (nouveaux modes de jeu, système de matchmaking, etc.).
Dans la continuité de ses prédécesseurs, CS:GO s'est imposé comme l'un des FPS phares sur PC, ainsi qu'en tant que titre majeur de l'esport, tant en termes d'audience que de cashprize distribué.
Une suite, Counter-Strike 2, est annoncée en mars 2023,. À la suite d'une mise à jour le 27 septembre 2023, Counter-Strike 2 a entièrement remplacé CS:GO.

## Système de jeu

### Généralités
CS:GO se joue très majoritairement sur PC, avec un clavier et une souris. Le clavier sert à gérer les déplacements de son personnage (avancer, reculer, aller à gauche, à droite), les équipements (recharger son arme, changer d'arme, poser ou désamorcer la bombe, etc.) et à effectuer diverses actions réalisables en jeu (sauter, s'accroupir, ouvrir une porte, regarder le tableau des scores, etc.). La souris permet de son côté de déplacer le viseur (regarder en haut, en bas, à gauche, à droite, etc.), de tirer (clic gauche) et de réaliser diverses actions liées à l'arme tenue en main, lorsque celle-ci offre cette possibilité (viser, enlever ou remettre un silencieux, activer un mode de tir secondaire). Chaque action peut être attribuée à une touche personnalisée.
CS:GO est un FPS : le joueur ne voit donc pas son personnage mais l'incarne à la première personne. Au centre de l'écran sont ainsi visibles les deux bras du personnage avec l'arme possédée. Plusieurs éléments sont ensuite présents sur les côtés, en haut et en bas : mini-carte, points de vie, points d'armure, nombre de munitions restantes, argent possédé, nombre de joueurs en vie dans le round en cours, timer du round en cours, score du match en cours, éliminations ayant eu lieu récemment (killfeed), tchat lorsqu'un joueur écrit quelque chose en jeu, etc.
Un joueur en vie débute avec 100 points de vie (PV ou HP). Il en perd lorsqu'il se fait toucher par des tirs ou grenades adverses, qu'il tombe d'une trop grande hauteur ou qu'il subit les effets de l'explosion de la bombe. Un tir à la tête se révèlera plus puissant et pourra tuer d'un seul coup, tandis qu'un tir dans le reste du corps fera moins de dégâts. Lorsque le joueur tombe à 0 point de vie, il meurt. Selon les modes de jeu, il réapparaît instantanément ou au round suivant.

### Modes de jeu
Le jeu est divisé en six modes : Compétitif, Wingman, Occasionnel, Match à mort, Jeux de guerre (Démolition, Course à l'armement, Sniper volant, Reprise de contrôle) et Zone de danger. Des modes temporaires peuvent également apparaître régulièrement.

#### Compétitif
Il s'agit du mode classique de Counter-Strike. Le fonctionnement de base est identique aux précédentes versions du jeu : les joueurs sont divisés en deux équipes de cinq, les terroristes (attaque) et les antiterroristes (ou CT pour counter-terrorists, défense). Les tirs alliés sont activés, de même que les collisions entre joueurs.
Les conditions de victoire et objectifs dépendent du type de carte jouée. En mode scénario Bombe (ou Defuse), le plus répandu, les terroristes doivent poser une bombe sur l'un des deux sites dédiés de la carte et la faire exploser (40 secondes après la pose), ou bien éliminer la totalité des antiterroristes avant la fin du temps du round (1 min 55 s.). Les antiterroristes doivent, eux, empêcher les terroristes de poser la bombe durant le temps imparti, la désamorcer si elle parvient à être posée, ou éliminer tous les terroristes. Si les antiterroristes ont éliminé tous les terroristes mais que la bombe a été posée, n'est pas désamorcée et explose, la victoire revient aux terroristes. La bombe prend la forme d'un équipement remis automatiquement à un terroriste aléatoire au début de chaque round. Elle peut être donnée à un coéquipier ou lâchée au sol, et prend 3 secondes à être posée.
Dans le mode scénario Prise d'Otages, moins courant, les terroristes détiennent des otages placés à deux endroits de la carte. Ils doivent empêcher les antiterroristes de les sauver durant le temps de la manche, ou bien éliminer tous leurs adversaires. Les antiterroristes doivent eux secourir au moins un otage en le ramenant à leur zone de départ (spawn), ou bien éliminer l'équipe des terroristes.
Chaque match se déroule en 30 rounds maximum, avec un changement de côté à la fin du 15e round. La première équipe à inscrire 16 rounds stoppe le match et l'emporte. Une égalité (15-15) est possible. Lors des compétitions officielles, il est dans ce cas courant (mais pas systématique) d'utiliser les prolongations pour déterminer un vainqueur. Il s'agit d'une nouvelle série de 6 rounds, sur la même carte, où le changement de côté intervient après le 3e. La première équipe à gagner 4 rounds remporte le match. Le processus est répété autant de fois que nécessaire en cas de nouvelle égalité. Le plus long match recensé à haut niveau en lan s'est terminé sur le score de 41-38.
Les joueurs commencent chaque round avec un couteau et un pistolet (qui diffère en fonction du camp dans lequel ils jouent). Durant les premières secondes, ils peuvent acheter de meilleures armes, des grenades (explosive, fumigène, flash, incendiaire/molotov, leurre) et des équipements (protections en kevlar, kits de désamorçage, etc.) avec l'argent à leur disposition, gagné en fonction du déroulé du match (round gagné, round perdu) et des actions réalisées en jeu (élimination, posage de bombe, désamorçage, etc.). Chaque joueur commence le match avec 800 $ et peut grimper jusqu'à 16 000 $ maximum. Cette notion économique s'avère fondamentale sur Counter-Strike, chaque round étant ainsi influencé par les précédents.
Certaines armes ne peuvent être achetées que par les terroristes ou les antiterroristes. Il est également possible de récupérer l'arme et une grenade (la plus chère détenue avant sa mort) sur le cadavre d'un adversaire tué. Un joueur peut porter un maximum de deux armes à feu, une arme primaire (fusils et autres) et une arme secondaire (pistolets).
Une fois qu'un joueur meurt, il ne participe plus au round en cours mais peut observer ses coéquipiers. Tous les joueurs réapparaissent au début de chaque round.
Depuis la mise à jour du 1er janvier 2021, les joueurs quittant une partie — peu importe comment (exclusion, déconnexion) — ne sont désormais plus remplacés par des bots, et leur équipe se retrouve donc en 4 contre 5. Un joueur quittant trop fréquemment des parties en cours sera pénalisé, en subissant une période de temps plus ou moins longue durant laquelle il ne pourra pas jouer de match en mode Compétitif.
Le mode Compétitif fonctionne via un système de 18 rangs, allant de Silver I (le plus bas) à Global Elite (le plus haut), qui permet de classer les joueurs afin que chacun affronte des adversaires d'un niveau équivalent. Il faut au minimum 10 victoires en Compétitif afin d'obtenir son premier rang. Plus un joueur gagne de matchs, plus son rang deviendra élevé.
Des services annexes au matchmaking de Valve se sont développés au fil du temps afin de proposer des classements différents, de pouvoir affronter des joueurs plus forts, etc. ESEA et FACEIT sont les plus connus.
En juin 2021, une variante "Unranked" est ajoutée au jeu : les matchs disputés par ce biais n'ont aucun impact sur l'évolution du rang des joueurs. En septembre 2021, une variante de "matchs courts" fait à son tour son apparition : un match dure 16 rounds maximum, avec un changement de côté ayant lieu après le 8e et un gagnant ne requérant que 9 rounds.

#### Wingman
Ce mode est une déclinaison du Compétitif en format 2vs2. Il se joue sur des cartes Defuse spécifiques, plus petites, ou bien sur les cartes traditionnelles avec des barrières invisibles ajoutées à certains endroits afin de réduire le terrain de jeu. Un match se déroule en 16 rounds maximum, avec un changement de côté après le 8e. La première équipe à 9 l'emporte.
Chaque joueur commence avec 800 $ et peut accumuler jusqu'à 8 000 $.
Les rangs du mode Wingman sont indépendants de ceux du mode Compétitif : un joueur peut donc être très bien classé dans l'un et très mal dans l'autre.

#### Occasionnel
Ce mode est plutôt destiné aux débutants, aux joueurs peu familiers des concepts de Counter-Strike, ou à ceux souhaitant jouer rapidement sans devoir s'investir pleinement dans la partie. Il reprend les grands principes du mode Compétitif, en réduisant la durée d'un match et en assouplissant les règles.
Le nombre de rounds est limité à 15 maximum : la première équipe à en remporter 8 gagne la partie. Il n'y a pas de changement de camp au milieu du match, ce qui signifie qu'un joueur dispute l'intégralité de la rencontre du côté terroriste ou antiterroriste. Le nombre de joueurs peut monter jusqu'au 10vs10.
Le tir ami est désactivé, de même que les collisions. Les joueurs n'ont ainsi pas à se soucier de gêner les mouvements de leurs coéquipiers, chacun étant incorporel.
En termes d'équipement, le joueur reçoit gratuitement en début de manche une armure complète (protégeant le corps et la tête), qu'il faut acheter dans le mode Compétitif. Les antiterroristes possèdent également automatiquement un kit de désamorçage. Une seule flash peut être achetée à chaque round, contre deux en Compétitif. Chacun commence la partie avec 1 000 $ et peut accumuler jusqu'à 10 000 $.

#### Match à mort
Ce mode ne comporte aucun objectif : il s'agit simplement de tuer le plus d'adversaires possibles durant le temps de la partie afin d'accumuler un maximum de points, chaque élimination en accordant. Chaque joueur respawn immédiatement après sa mort, aléatoirement sur la carte. Il n'y a pas non plus d'argent : chacun peut acheter l'arme qu'il veut à chaque respawn, et même choisir de privilégier les armes aléatoires à chaque réapparition. Il n'y a pas non plus de grenades ou d'équipements.
Régulièrement durant la partie, des périodes bonus limitées dans le temps surviennent. Elles affichent le nom d'une arme aléatoirement choisie : chaque adversaire tué grâce à cette arme accorde des points bonus.
Plusieurs variantes cohabitent : match à mort par équipe, ou l'équipe ayant réalisé le plus d'éliminations à la fin l'emporte ; match à mort par équipe mais individuel, où les équipes existent mais le classement pris en compte à la fin est individuel ; mêlée générale, où il faut tuer tout le monde, même les membres de son équipe, pour récolter des points.

#### Démolition
La démolition peut rassembler au maximum 12 joueurs (6vs6). Il s'agit d'un mode Compétitif simplifié. Les cartes, spécifiques à ce mode, sont plus petites et ne possèdent qu'un seul site où poser la bombe. L'objectif pour les terroristes est de la faire exploser ou de tuer tous les antiterroristes, tandis que le but pour les antiterroristes est de désamorcer la bombe ou de tuer tous les terroristes. Une partie se déroule en 10 rounds maximum, la première équipe à 6 l'emporte. Il n'y a pas de changement de côté.
Autre grande différence, le choix des armes. Il n'y a pas d'argent dans ce mode, aucun achat ne peut donc être effectué en début de round. Chaque joueur suit une liste imposée de 10 armes, toujours similaire mais légèrement différente selon le camp choisi. Il commence le match avec la première. Une élimination lors d'un round lui donne accès à l'arme suivante au prochain round. S'il tue plus d'un adversaire, il disposera également d'une grenade aléatoire à la prochaine manche. S'il ne fait aucune victime lors d'un round, il disputera le prochain avec la même arme. Il est impossible de lâcher son arme et lorsqu'un joueur meurt, son arme disparaît : il est donc tout aussi impossible de récupérer une autre arme par terre.
Les joueurs sont tous équipés d'une armure complète (ainsi que d'un kit de désamorçage pour les antiterroristes) au début de chaque manche. Le tir ami est désactivé, de même que la collision entre joueurs.

##### Course à l'armement
La course à l'armement est un mode individuel : si des équipes existent toujours, chaque joueur ne progresse que pour être le premier du serveur, sans tenir compte des performances de ses coéquipiers. L'objectif est de parvenir à finir avant les autres une liste imposée de 16 armes, qui change à chaque partie. À chaque fois qu'il effectue deux éliminations avec une arme, le joueur passe à la suivante. Il progresse ainsi jusqu'à la dernière, le couteau d'or, qui ne nécessite qu'une seule élimination pour terminer et gagner la partie.
Lorsqu'un joueur élimine le premier de l'équipe adverse, repérable grâce à un halo rouge l'entourant, il passe directement à l'arme suivante, même s'il s'agit de sa première élimination avec l'arme en cours. Si un joueur meurt en se suicidant (chute) ou se fait tuer par un adversaire au couteau, il retourne à l'arme précédente.
Le tir ami et la collision sont désactivés. Des cartes spécifiques existent pour ce mode, plus petites que les cartes traditionnelles. Des cartes du mode Démolition peuvent également être utilisées.

##### Sniper volant
Le sniper volant regroupe une fois de plus deux équipes, de terroristes et d'antiterroristes. Tous les joueurs débutent chaque manche avec un SSG 08, la seule arme disponible dans ce mode (à l'exception du couteau). La particularité du mode est de posséder une gravité très réduite, si bien que chaque saut fait "s'envoler" les joueurs. La précision du SSG 08 est de son côté augmentée, afin que le fusil reste précis même lorsque les joueurs sont en mouvement ou en l'air.
Sur certaines cartes sans site de bombe, chaque équipe doit simplement éliminer l'autre. Lorsque les cartes des modes Démolition ou Course à l'armement sont utilisées, il est possible de poser la bombe et de remporter un round en la faisant exploser (pour les terroristes) ou en la désamorçant (pour les antiterroristes).
Une partie se déroule en 15 manches maximum, sans changement de côté. La première équipe à 8 l'emporte.

##### Reprise de contrôle (retake)
Ce mode a été ajouté avec l'Opération Broken Fang, le 3 décembre 2020.
Ici, trois terroristes affrontent quatre antiterroristes sur les cartes du map pool compétitif. La bombe est amorcée dès le début de la manche sur un site choisi aléatoirement. Les terroristes doivent la défendre jusqu'à son explosion, tandis que les antiterroristes doivent la désamorcer avant.
Contrairement au mode classique, les joueurs n'achètent pas d'arme ou de matériel avec l'argent acquis au cours des manches, mais choisissent leur équipement parmi plusieurs "cartes d'équipement" proposées au début de chaque round. Celles-ci contiennent une arme et une ou deux grenades. Le MVP ("Most Valuable Player", le meilleur joueur) de la manche précédente a droit à de meilleures cartes d'équipements. L'équipement ne peut être conservé entre deux manches et change à chaque round.
Une partie est composée de 15 manches, sans changement de côté. La première équipe à 8 l'emporte.

##### Danger Zone
Ce mode a été ajouté le 6 décembre 2018 lors de la mise à jour free-to-play du jeu.
Il s'agit d'un mode battle royale opposant 18 participants, en solo ou en duo (neuf équipes de deux). L'objectif est d'être le dernier survivant afin de gagner seul ou de faire gagner son binôme. Des cartes spécifiques, largement plus grandes que dans les autres modes, sont utilisées.
Au début de la partie, les joueurs sont largués sur une zone de la carte qu'ils ont préalablement choisie. Ils doivent alors chercher des armes, munitions et de l'équipement disséminés sur la map, tout en éliminant les adversaires qu'ils croisent. Il est également possible d'amasser de l'argent, en le ramassant ou en effectuant certaines actions sur la carte (tuer une cible spécifique, amener un otage à un point précis, etc.). Cet argent permet d'acheter de l'équipement via une tablette tactile et un drone, chargé de la livraison. Ce dernier peut être intercepté par les autres joueurs.
Ce mode offre une variété d'équipements beaucoup plus large : seringues pour se soigner, armes de corps-à-corps autres que le couteau, explosifs, parachute afin de pouvoir tomber de haut sans prendre de dégâts, mines rebondissantes pour effectuer de grands sauts, etc.
La zone jouable se réduit progressivement au fil de la partie et les joueurs se trouvant en dehors de cette zone se voient infliger des dégâts, ce qui les oblige à suivre l'évolution de la zone et donc à se rapprocher de leurs ennemis. La tablette tactile permet de visualiser les zones devenues inaccessibles, mais également celles où se trouvent déjà des adversaires.
Comme pour les modes Compétitif et Wingman, le mode Danger Zone possède des rangs. Plus un joueur gagne de parties ou finit bien classé, plus son rang augmente.

#### Modes temporaires
Certains modes font leur apparition lors de mises à jour ou d'opérations et ne restent que temporairement en jeu. C'est par exemple le cas du mode Gardien, ajouté avec l'Opération Bloodhound. Depuis la fin de cette dernière, il n'est jouable qu'en entrant des commandes spécifiques dans la console du jeu.
Il s'agit d'un mode coopératif où deux joueurs doivent résister à des vagues de bots les attaquant, tout en réussissant des objectifs donnés par le jeu (tuer un certain nombre d'ennemis avec une arme précise, etc.). En cas de réussite, les joueurs reçoivent à la fin de la mission un score final, selon les dégâts infligés, leur précision, leurs morts éventuels, etc.
Le mode Coop-Strike, apparu avec l'Opération Wildfire, se base sur un schéma similaire. Les deux joueurs doivent coopérer pour réussir une mission scénarisée ayant lieu sur une map dédiée, en affrontant les ennemis sur leurs chemins et en résolvant les éventuels énigmes qu'ils trouveront.

### Armes et équipements
Les armes disponibles sont réparties en quatre catégories : fusils, pistolets-mitrailleurs (PM), armes lourdes et pistolets. S'ajoute le couteau, que chaque joueur possède en permanence. À l'exception de quelques armes à lunettes, il est impossible de zoomer ou de viser plus précisément qu'avec le réticule de base positionné au centre de l'écran.
Chaque arme possède un pattern de tir : en tirant de manière continue en étant immobile, le recul d'une arme dessinera la même forme et les balles iront toujours au même endroit. La maîtrise de ce pattern constitue un élément clé pour gérer au mieux son arme et savoir si, lors d'un duel, il vaut mieux tirer de manière continue (spray), par petites rafales (burst), balle par balle, etc. D'autres paramètres influent également sur la précision de l'arme : elle sera moins élevée si le joueur tire en se déplaçant ou en sautant, mais meilleure s'il s'accroupit.
CS:GO propose également divers équipements : des protections (gilet en kevlar, casque) permettant de réduire les dégâts, des grenades (explosive, fumigène, flash, incendiaire / molotov, leurre), un pistolet à impulsion électrique, et un kit de désamorçage pour les CT, afin de réduire le temps de désamorçage de la bombe ou de prise en charge d'un otage.
Lors des parties compétitives, les armes et équipements doivent être achetés au début de chaque round. Leur prix varie selon leur catégorie et leurs caractéristiques. Un pistolet (P2000 ou USP-S pour les antiterroristes, Glock-18 pour les terroristes) est toutefois fourni gratuitement au joueur. Certaines armes ne peuvent être achetées que par un seul camp, tandis que d'autres sont disponibles pour tout le monde. Il est possible de lâcher ses armes au sol à tout moment (à l'exception du couteau) : n'importe quel autre joueur, allié ou ennemi, peut alors les ramasser en passant à proximité.

#### Fusils
Les fusils sont les armes les plus utilisées du jeu. Elles sont les plus puissantes et s'avèrent efficaces qu'importe la distance.

##### Côté terroristes

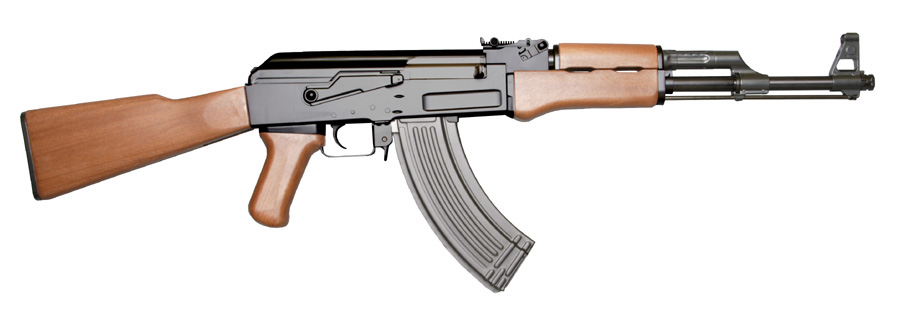
L'AK-47, arme la plus utilisée par les terroristes.

L'AK-47 (2 700 $) est le fusil le plus utilisé des terroristes. Il souffre d'un fort recul mais possède la capacité de tuer un ennemi d'une seule balle dans la tête, même s'il est équipé d'un casque.
Le Galil AR (1 800 $) est une option moins chère pour les terroristes. Il a moins de recul que l'AK-47, possède cinq balles de plus dans son chargeur (35 balles), mais n'est pas aussi puissant.
Le SG 553 (3 000 $) est un fusil automatique doté d'un viseur ayant un effet légèrement grossissant, ce qui facilite son utilisation à moyenne et longue distance. Il tue lui aussi d'une seule balle dans la tête. Sa précision sans visée est cependant faible, notamment du fait d'un recul important, ce qui peut être handicapant à courte distance.
Le G3SG1 (5 000 $) est le fusil automatique à lunette des terroristes. Il lui faut deux balles dans le corps pour tuer un adversaire, et une seule dans la tête.

##### Côté antiterroristes
La M4A4 (3 100 $) est le fusil le plus utilisé des antiterroristes avec la M4A1-S. Elle est plus chère que l'AK-47 et moins puissante puisqu'elle ne peut pas tuer d'une balle dans la tête un ennemi avec un casque, mais possède en contrepartie un recul plus facile à contrôler.
Le M4A1-S (2 900 $) est similaire à la M4A4 mais possède un silencieux amovible, ce qui réduit encore le recul de l'arme, améliore sa précision et permet de tirer sans être repéré. Elle coûte également 200 $ moins cher. Elle possède cependant dix balles de moins (20 balles) que la M4A4 dans son chargeur.
Chaque joueur peut paramétrer dans les options s'il préfère jouer avec la M4A4 et la M4A1-S, mais ne pourra pas changer ce choix en cours de match : seule la version qu'il a sélectionnée lui sera accessible.
Le FAMAS (2 050 $) est l'option la moins chère des antiterroristes. Il est moins précis et moins puissant que les M4, et bénéficie d'un chargeur de 25 balles. Il reste cependant assez polyvalent et efficace à toutes les distances. Il a la particularité de posséder deux modes de tir : automatique et rafale, ce dernier permettant de tirer trois balles par trois. Les joueurs peuvent changer de mode à tout moment en jeu.
L'AUG (3 300 $) est l’équivalent du SG 553 pour les antiterroristes, bien qu'un peu plus cher. Elle est donc elle aussi dotée d'un viseur ayant un effet légèrement grossissant. Mais là encore, elle est moins efficace à courte distance, même si elle constitue le seul fusil des antiterroristes capable de tuer d'une seule balle dans la tête lorsque l'ennemi est très proche.
La SCAR-20 (5 000 $) est l'équivalent le G3SG1 pour les antiterroristes. Il lui faut donc également deux balles dans le corps pour tuer un adversaire, et une seule dans la tête.

##### Commun aux deux camps

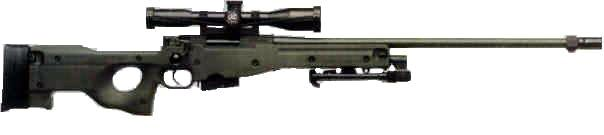
L'AWP, principal fusil de sniper de CS:GO.

L'AWP (4 750 $) est le fusil de sniper du jeu. Il s'agit de l'arme la plus puissante : elle est capable de tuer un ennemi avec une seule balle qu'importe la zone touchée, à l'exception des pieds. En contrepartie, l'AWP coûte cher et possède une faible cadence de tir, ainsi qu'un chargeur limité (5 balles).
Le SSG 08 (en) (1 700 $), ou Scout, est une variante moins chère que l'AWP. Également à lunette, il est moins puissant puisqu'il lui faut deux balles pour tuer dans le corps, mais une seule dans la tête. Il se révèle cependant plus léger, ce qui le rend plus rapide et précis lors des tirs en cours de déplacement ou de saut.

#### Pistolets-mitrailleurs (PM)
Les pistolets-mitrailleurs s'avèrent moins puissants que les fusils et moins efficaces à moyenne et longue portée. Ils sont cependant moins chers à l'achat, rapportent davantage lors d'une élimination, sont plus précis en mouvement et leur cadence de tir élevée leur permet d'être très efficaces à courte distance.

##### Côté terroristes
Le MAC-10 (1 050 $) se démarque par son prix très bas. S'il inflige peu de dégâts, il possède une forte cadence de tir et une précision plus élevée que la moyenne lorsque le joueur tire en courant.

##### Côté antiterroristes
Le MP9 (1 250 $) est l'équivalent du MAC-10 pour les antiterroristes. Sa cadence de tir est très élevée et sa précision suffisante pour la courte distance. Mais sa faible pénétration d'armure et la baisse de ses dégâts à distance l'handicapent dans les combats de moyenne et longue portée.

##### Commun aux deux camps

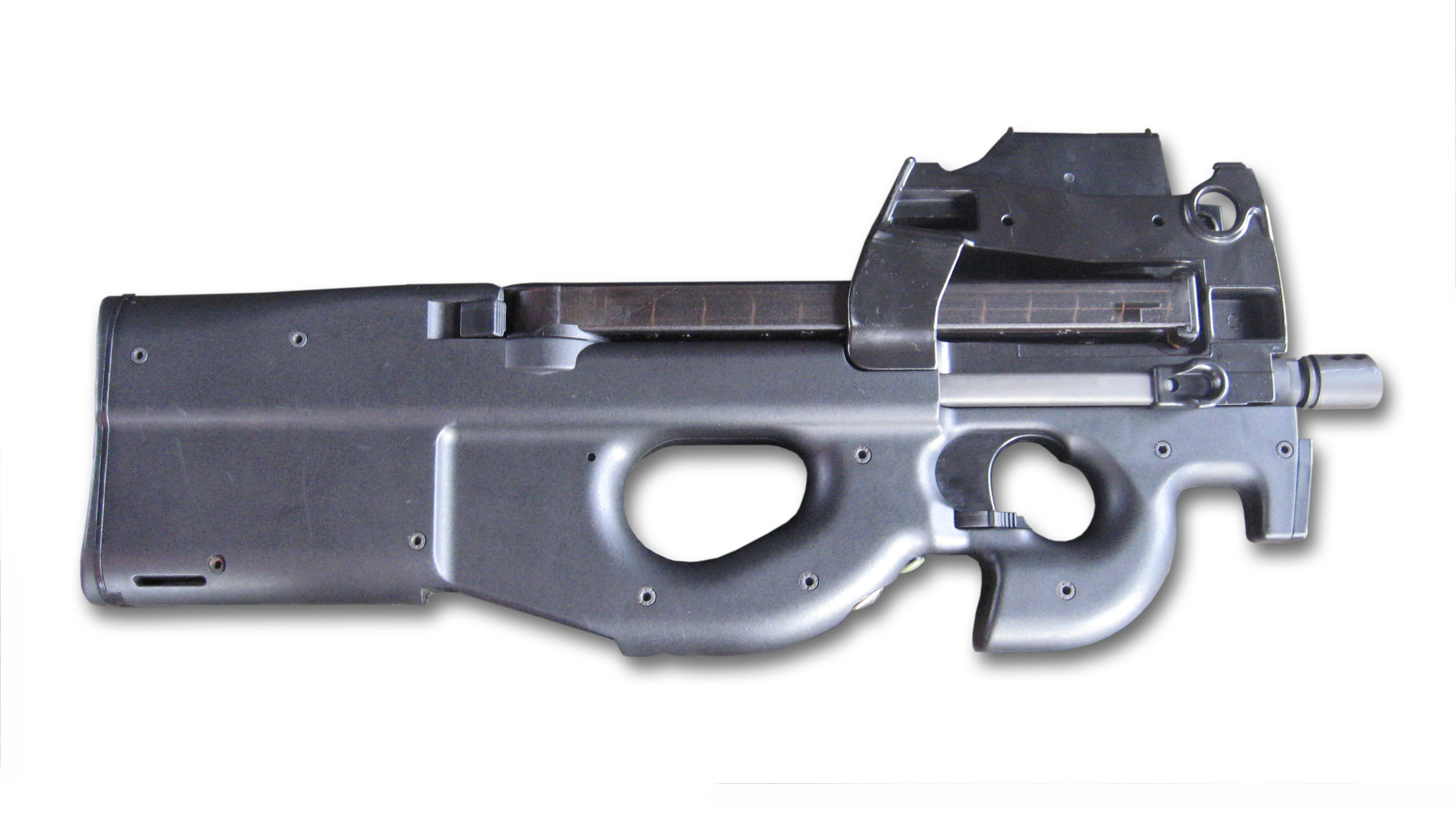
Le P90, l'une des mitraillettes les plus puissantes du jeu.

La P90 (2 350 $) possède une cadence de tir élevée, un chargeur conséquent de 50 balles et une bonne précision en mouvement, ce qui en fait un très bon choix lorsqu'il s'agit de courir et de tirer en même temps. Son prix élevé en fait toutefois la plus chère des mitraillettes, tandis que son efficacité est fortement réduite à longue distance.
L'UMP-45 (1 200 $) présente une cadence de tir moins élevée que les autres PM, un chargeur plus petit (25 balles) et un temps de rechargement assez lent. Mais il inflige des dégâts plus importants, se montre plus précis à distance et s'avère peu onéreux à l'achat.
La MP7 (1 500 $) combine cadence de tir élevée et faible recul, ce qui en fait une arme idéale pour les tirs en courant. Elle se montre également assez fiable à distance, malgré des dégâts assez peu élevés.
La MP5-SD (1 500 $) a été introduite dans le jeu en 2018. Elle se rapproche de la MP7, mais son silencieux lui permet d'avoir une précision plus élevée et un recul moins important, en contrepartie de dégâts réduits.
Le PP-Bizon (1 400 $) inflige des dégâts limités et dispose d'une portée réduite, mais bénéficie en contrepartie du plus grand chargeur de la catégorie (64 balles) et d'une cadence de tir élevée.

#### Armes lourdes
Les armes lourdes regroupent les fusils à pompe, qui rapportent davantage lors d'une élimination, et les mitrailleuses. Elles demeurent peu utilisées, sauf dans des situations spécifiques.

##### Côté terroristes
Le Sawed-Off (1 100 $) est le fusil à pompe le plus puissant du jeu. Il se révèle extrêmement efficace à très courte distance mais perd rapidement en efficacité dès lors que les deux combattants ne sont plus côte à côte.

##### Côté antiterroristes
Le MAG-7 (en) (1 400 $) est l’équivalent du Sawed-Off pour les antiterroristes, bien que son efficacité s'applique à une distance un peu plus grande. Il est également doté d'une bonne précision lors des tirs effectués en sautant. Il est aussi le seul fusil à pompe à ne pas se recharger balle par balle, possédant un chargeur fixe de 5 balles.

##### Commun aux deux camps
Le Nova (1 050 $) est le fusil à pompe le plus polyvalent du jeu : puissant à courte distance, il peut aussi se révéler fiable à moyenne distance. Ses dégâts demeurent cependant plus incertains.
Le XM 1014 (2 000 $) est le seul fusil à pompe automatique : il peut enchaîner les tirs sans avoir à vider la cartouche du tir précédent avant d'en effectuer un nouveau. Il s'avère efficace à courte mais aussi à moyenne distance grâce à sa cadence de tir rapide.
La Negev (1 700 $) est une mitrailleuse doté d'un chargeur très important (150 balles). Elle souffre d'un fort recul et d'une grande dispersion durant les 10-15 premières balles d'un spray, mais devient ensuite extrêmement précise, ce qui peut s'avérer utile pour effectuer des tirs de barrage. La Negev s'avère toutefois très lourde à porter, ce qui ralentit considérablement la vitesse de déplacement de son porteur.
La M249 (5 200 $) est l'autre mitrailleuse du jeu. Elle possède moins de balles que la Negev, un prix beaucoup plus cher et s'avère moins précise lors des sprays, mais a une pénétration d'armure plus grande et une meilleure précision lors des tirs balle par balle.

#### Pistolets
Les pistolets sont des armes secondaires. Ils peuvent être portés seuls mais sont généralement équipés en parallèle des autres armes. Il est possible de les sortir à tout moment.

##### Côté terroristes
Le Glock-18 (200 $) est le pistolet de base des terroristes, qui en sont équipés par défaut lors du premier round, ainsi qu'aux suivants s'ils sont morts lors des précédents. Il possède un chargeur de haute capacité pour un pistolet (20 balles) et une assez bonne précision, même en courant, mais inflige peu de dégâts, d'autant plus si la distance est grande. Tout comme le Famas, il est doté de deux modes, interchangeables à tout moment : balle par balle et rafale, ce dernier permettant de tirer trois balles par trois.
Le TEC-9 (500 $) bénéficie également d'un chargeur important (18 balles), d'une forte pénétration d'armure, d'une cadence de tir élevée, ainsi que d'une bonne précision, notamment en courant. Il peut également se montrer efficace à distance en effectuant du balle par balle. La dispersion conséquente des balles peut cependant vite devenir handicapante.

##### Côté antiterroristes
Le P2000 (200 $) est le pistolet de base des antiterroristes, qui en sont équipés par défaut lors du premier round, ainsi qu'aux suivants s'ils sont morts lors des précédents. Il possède une bonne précision, notamment à distance.
Le USP-S (200 $) est le second pistolet de base des antiterroristes. Il est équipé d'un silencieux amovible, ce qui le rend plus précis et discret que le P2000.
Chaque joueur peut paramétrer dans les options s'il préfère jouer avec le P2000 ou l'USP-S, mais ne pourra pas changer ce choix en cours de match : seule la version qu'il a sélectionnée lui sera accessible.
Le Five-SeveN (500 $) est l’équivalent du TEC-9 pour les antiterroristes. Il dispose d'un grand chargeur (20 balles), d'une excellente pénétration d'armure et d'une bonne précision.

##### Commun aux deux camps

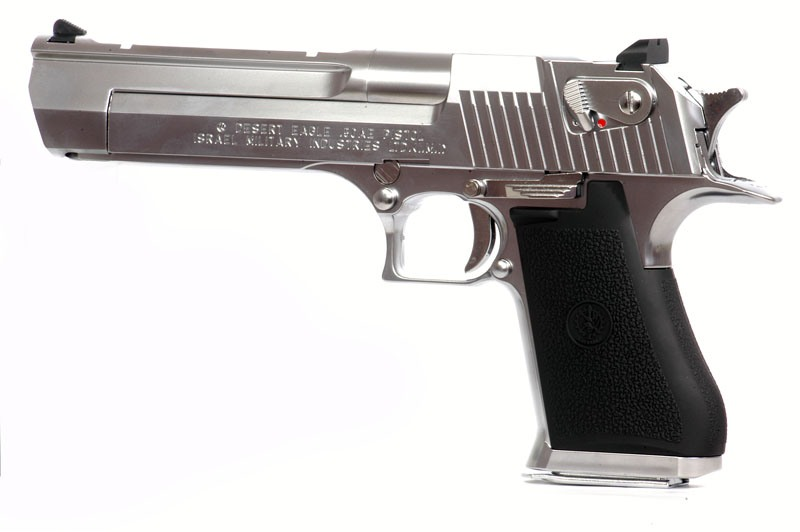
Le Desert Eagle, un pistolet capable de tuer en une balle.

Le Desert Eagle (700 $) est un pistolet d'une précision extrême, qui permet de tuer en une seule balle dans la tête qu'importe la distance. Il lui faudra deux ou trois balles dans le corps pour effectuer la même chose, selon la distance. En contrepartie de cette puissance, sa cadence de tir est faible, son chargeur réduit (7 balles) et son prix élevé pour un pistolet.
Le Revolver R8 (600 $), apparu en jeu en décembre 2015, est encore plus puissant que le Deagle puisqu'il peut tuer en une balle dans la tête et deux dans le corps à n'importe quelle distance. En revanche, il ne fonctionne pas comme les autres armes du jeu, possédant deux tirs différents. Avec le clic gauche, le tir est très puissant et précis, mais un délai existe entre le moment où le joueur clique et où le tir s'effectue, ce qui demande d'anticiper son déplacement et celui de sa cible. Le clic droit permet lui un tir instantané, mais peu précis et moins puissant. À cette particularité s'ajoute un faible chargeur (8 balles) et une cadence de tir lente.
Le CZ 75 (Automatic) (500 $), apparu dans le jeu en 2014, est le seul pistolet automatique du jeu : il suffit de rester appuyer pour tirer. Sa cadence de tir est en conséquence élevée, de même que sa pénétration d'armure. Sa précision est très bonne à courte portée puis décroît avec la distance. Il souffre également d'un temps de rechargement conséquent.
Chaque joueur peut paramétrer dans les options s'il préfère jouer avec le CZ 75, le TEC-9 (pour les terroristes) ou le Five-Seven (pour les antiterroristes), mais ne pourra pas changer ce choix en cours de match : seule la version qu'il a sélectionnée lui sera accessible
Le P250 (en) (300 $) profite d'une cadence de tir correcte, d'une forte pénétration d'armure, d'une bonne précision ainsi que d'un prix abordable. Il pêche en revanche sur sa réserve de munitions puisque seuls deux chargeurs supplémentaires, en plus de celui de base de 12 balles, sont disponibles.
Les Dual Berettas (300 $) sont la seule arme double du jeu, le joueur possédant un pistolet dans chaque main. Les Dual possèdent un chargeur conséquent (30 balles), une cadence de tir élevée et une bonne pénétration d'armure à courte distance. Leur faible précision et leurs dégâts assez restreints leur font en revanche défaut dès que la distance s'élève.

##### Couteau
Le couteau est possédé en permanence par chaque joueur et ne peut pas être lâché au sol. Bien qu'il dispose d'une apparence différente pour les terroristes et les antiterroristes, son fonctionnement et son efficacité sont les mêmes pour les deux camps. Il dispose de deux attaques différentes, efficaces uniquement au corps-à-corps. La principale, en clic gauche, inflige peu de dommages mais peut être utilisée à une cadence élevée et atteindre un adversaire à une distance légèrement plus grande. La secondaire, en clic droit, inflige davantage de dégâts mais manque de portée. Elle peut toutefois tuer un adversaire en un coup si elle est portée dans le dos.
Le couteau est également l'arme possédant la vitesse de déplacement la plus rapide du jeu lorsque le joueur l'a en main, ainsi que celle rapportant le plus d'argent en cas d'élimination (1 500 $).

##### Grenades
La grenade à fragmentation (300 $), aussi appelée HE, inflige des dégâts aux ennemis présents à proximité lorsqu'elle explose, un peu moins de deux secondes après avoir été lancée.
La grenade flash (200 $) explose elle aussi un peu moins de deux secondes après avoir été lancée. Elle aveugle (avec un voile blanc) et assourdit (avec un son aigu) les ennemis se trouvant dans son rayon d'action. Plus le joueur regarde la flash lors de son explosion, plus il en ressent les effets.
La grenade fumigène (300 $), ou smoke, crée un écran de fumée à l'endroit de son explosion. Ce dernier reste en place durant environ 18 secondes, empêchant chacun de voir ce qu'il se passe de l'autre côté. La fumigène permet également d'éteindre instantanément les flammes des grenades Molotov et incendiaires.

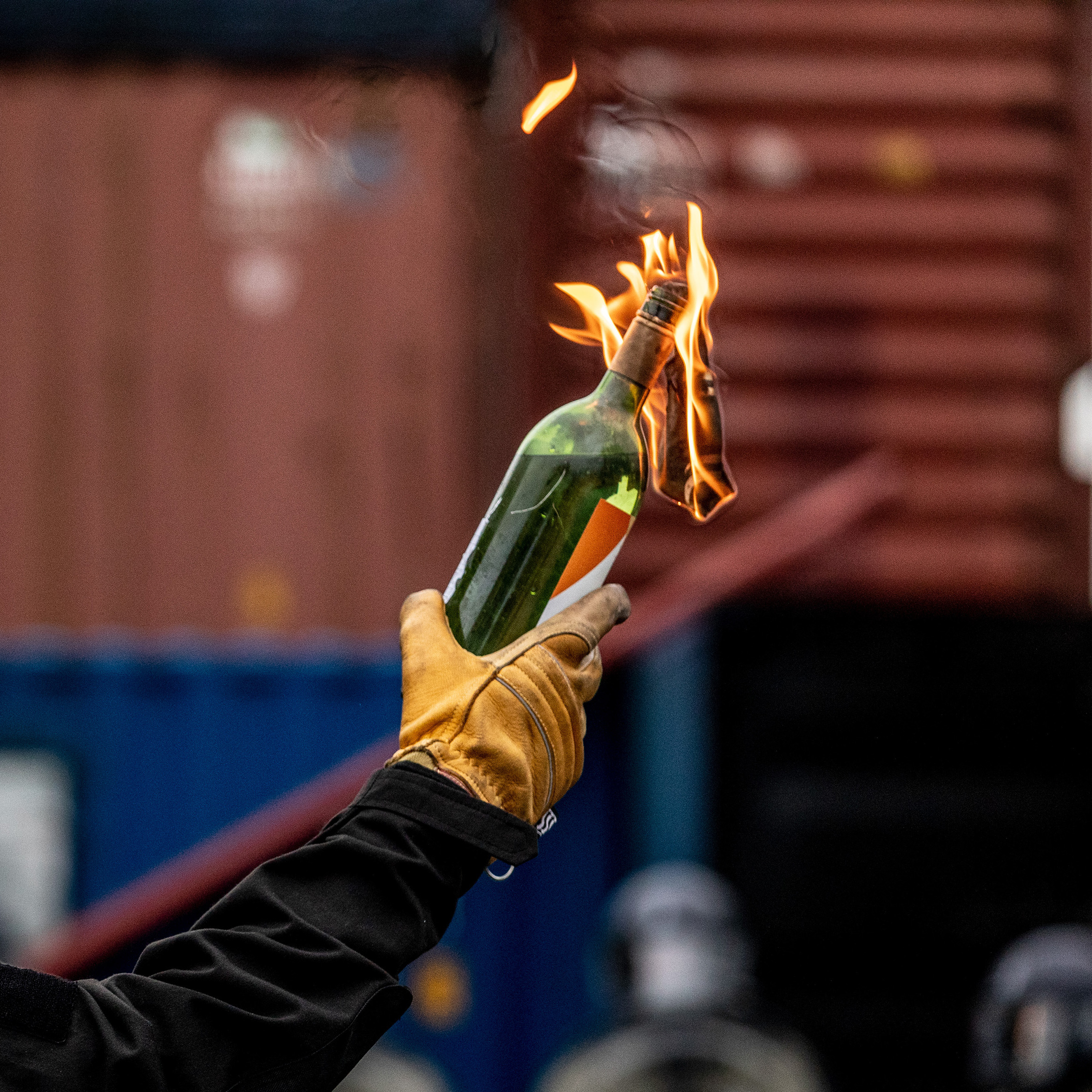
Un cocktail Molotov utilisable par le camp des terroristes.

La grenade Molotov (pour les terroristes) ou incendiaire (pour les antiterroristes) crée un tapis de feu à l'endroit de son explosion. Les flammes restent actives environ 7 secondes et infligent des dégâts aux ennemis et alliés se trouvant dedans. Elles s'étendent peu à peu afin de couvrir une distance grandissante avec le temps, mais peuvent être éteintes directement si une fumigène atterrit dedans. Contrairement à la fumigène qui n'explose que lorsqu'elle touche le sol, cette grenade peut exploser en l'air en cas de temps de vol trop long, ce qui réduit ses effets à néant. La Molotov (400 $) coûte légèrement moins cher que l'incendiaire (600 $).
La grenade leurre (50 $), aussi appelée decoy, imite des tirs d'arme à feu lorsqu'elle touche le sol et se déclenche. Les tirs imités correspondent à l'arme principale (ou secondaire s'il n'en possède aucune autre) possédée par le joueur ayant lancé le leurre. Lorsque son effet prend fin, après environ 15 secondes de bruit, la grenade explose et peut infliger 1 dégât à un joueur se trouvant à proximité.

#### Équipement
Les équipements, qui doivent également être achetés, permettent d'obtenir certains avantages en jeu.
Le kevlar (650 $) réduit les dégâts des balles reçus dans le corps.
Le kevlar et un casque (1 000 $) permettent à son porteur de survivre à un tir à la tête de la plupart des armes, à l'exception de certaines comme l'AK-47, le SG 553 ou le Desert Eagle.
Le Zeus x27 (200 $) est un pistolet à impulsion électrique qui tue l'ennemi en un coup au corps-à-corps. L'arme est à usage unique (elle ne possède qu'une seule munition) et ne rapporte pas d'argent en cas d'élimination effectuée avec.
Le kit de désamorçage (400 $) est disponible uniquement pour les antiterroristes. Il doit être acheté en début de round ou peut être ramassé durant le round sur le corps d'un coéquipier mort qui en possédait un. En fonction du scénario joué, il réduit de moitié le temps nécessaire au désamorçage de la bombe (de 10 s. à 5 s.) ou à la libération d'un otage (de 5 s. à 1 s.).

### Cartes

#### Types
Différents types de cartes (maps) existent, selon les scénarios et les modes de jeu. Elles peuvent être différenciées d'après le préfixe les précédant, même si ce dernier n'est que rarement utilisé dans les faits.

##### Cartes de type Defuse (commençant par "de_")
Ce type de carte est le plus répandu puisqu'il s'agit de celui très majoritairement utilisé en mode Compétitif. Les cartes possèdent deux sites de bombe, A et B, où les terroristes doivent poser l'explosif. Parmi les cartes les plus connues se trouvent de_dust2, de_inferno, de_nuke, de_train, etc.
Les cartes du mode Démolition, qui ne contiennent qu'un seul site de bombe, sont également inclus dans cette catégorie (de_lake, de_safehouse, de_sugarcane, etc.).

##### Cartes de type Counter-Strike (commençant par "cs_")
Moins répandu, ce type de carte correspond au scénario Prise d'otages. Chaque carte contient deux otages placés en des endroits différents. Les antiterroristes doivent parvenir à les récupérer et à les ramener à leur spawn. Parmi les plus connues se trouvent cs_office, cs_italy, cs_assault, cs_agency, etc.

##### Cartes de type Arms Race (commençant par "ar_")
Ces cartes sont destinées au mode Course à l'armement (ou Arms Race). Elles ne contiennent donc aucune zone d'objectif, sont plus petites et peuvent afficher une certaine symétrie afin de n'avantager aucun camp. Parmi les plus connues se trouvent ar_baggage, ar_shoots ou ar_monastery.

##### Cartes de type Danger Zone (commençant par "dz_")
Ce type de carte est dédié au mode Danger Zone. Elles sont beaucoup plus grandes que les autres et ne contiennent pas de zones d'objectif précises, le but des joueurs étant simplement de survivre afin d'être les derniers en vie. Parmi les plus connues se trouvent dz_blacksite ou dz_sirocco.

#### Cartes officielles et communautaires
Valve a recréé sur CS:GO plusieurs cartes provenant des anciens opus de la série Counter-Strike. Les développeurs ont également conçu plusieurs nouvelles cartes par la suite afin de les intégrer au jeu, telles que de_overpass ou de_ancient. Valve a la mainmise sur ces cartes, les officielles, et peut y réaliser des modifications à tout moment.
En parallèle, du mapping est réalisable sur CS:GO. Grâce à plusieurs outils de création laissés libres d'accès par Valve, complétés par des logiciels externes, chacun peut créer ses propres cartes puis les proposer au téléchargement sur le Steam Workshop, la plateforme d'échange de Steam. Il s'agit de cartes dites communautaires. Certaines d'entre elles, de par leur qualité et l'accueil positif reçu par les joueurs les ayant testées, ont ensuite été sélectionnées par Valve pour intégrer les modes de jeu officiels, notamment lors des périodes d'Opérations, à l'image de de_cache, cs_insertion ou dz_vineyard.
Valve et les créateurs de ces cartes communautaires travaillent en coopération lorsqu'il faut effectuer des changements sur ces maps. Afin d'avoir une maîtrise totale sur la carte, il arrive cependant que Valve rachète les droits de la carte aux créateurs, comme cela fut le cas pour de_anubis fin 2022, lorsque la map fut ajoutée au map pool compétitif.

#### Cartes utilisées par la scène professionnelle (map pool compétitif)
Les matchs professionnels ont lieu sur les cartes du map pool compétitif, c'est-à-dire un ensemble de cartes de type Defuse ("de_") sélectionnées par Valve. Ce map pool comprenait initialement cinq cartes, puis est passé à sept à partir de 2014. Valve décide des changements à opérer dans ce map pool, en remplaçant régulièrement une carte par une autre.
Ces cartes sont avant tout choisies pour leur nature compétitive : elles présentent des opportunités stratégiques et tactiques, offrent une visibilité claire, n'avantagent pas un camp de manière outrageuse, etc.
Ces cartes sont également accessibles à tous en mode Compétitif, mais elles ne sont pas les seules à être jouables par ce biais : il est possible de jouer en mode Compétitif sur d'autres cartes "de_", ou même sur certaines maps à otages ("cs_").

### Cycle économique
En mode Compétitif, les joueurs doivent acheter leurs armes et équipements au début de chaque round, sauf s'ils sont restés en vie à la fin du précédent, auquel cas ils réapparaissent avec ce qu'ils possédaient déjà. Cet aspect économique s'avère fondamental puisqu'il va déterminer la puissance d'un joueur – et par extension de son équipe – lors d'un round : s'il n'a pas d'argent, il ne pourra pas acheter grand-chose et sera facilement battu par des adversaires mieux équipés.
L'argent s'obtient en réalisant différentes actions individuelles : éliminer un adversaire (ce qui rapporte de 100 à 1 500 $ selon l'arme utilisée), poser une bombe (300 $ pour le poseur et 800 $ pour tous les joueurs de l'équipe), la désamorcer (300 $), etc. Mais les plus grosses sommes obtenues dépendent du résultat du round. Au début de chaque round, les joueurs d'une équipe vont tous obtenir la même somme d'argent selon que l'équipe a gagné ou perdu le round précédent. Initialement, un round gagné rapporte davantage (3 250 ou 3 500 $). Mais plus une équipe perd de rounds d'affilée, plus la somme perçue à chaque nouveau round augmente (1 400 $ au premier round perdu, 1 900 $ au deuxième perdu de suite, 2 400 $ au troisième, etc.), jusqu'à atteindre un maximum (3 400 $), afin de lui donner une chance de revenir dans la partie. On parle ainsi de cycle économique puisque l'argent à disposition au début de chaque round dépend des résultats des rounds précédents.
Cette composante se révèle clé dans le cadre du jeu d'équipe. Un joueur riche peut acheter des armes pour ses coéquipiers, augmentant ainsi les chances collectives de gagner le round. Une équipe en manque d'argent peut décider de ne rien acheter durant un round, sacrifiant ce dernier afin de pouvoir mieux rebondir au round suivant, lorsqu'elle aura davantage d'argent : elle réalise ainsi un "round éco". A contrario, une équipe peu synchronisée en matière économique se retrouvera en permanence avec des joueurs très bien équipés et d'autres beaucoup moins, ce qui créera des déséquilibres et faiblesses en son sein.
L'enjeu est également de "lire" l'économie adverse afin de connaître la situation de ses ennemis : faut-il se méfier car ils vont pouvoir acheter des armes puissantes ? Sont-ils à court d'argent, ce qui nous garantit un round facile et évite de devoir exposer nos stratégies ? etc.
Ce cycle économique se met en place dès le deuxième round de chaque partie. Au premier, tous les joueurs débutent avec 800 $, une somme faible qui ne permet d'acheter qu'un pistolet ou quelques grenades, d'où le surnom de "pistol round" ou "gun round" attribué à ce premier round. Ce scénario se répète après le changement de camp, à la fin du quinzième round : le cycle économique repart à zéro pour la seconde moitié du match.

### Équilibre entre maîtrise individuelle et jeu d'équipe
Afin de l'emporter à CS:GO, notamment en mode Compétitif, il est fondamental de combiner une maîtrise du jeu tant individuelle que collective.
Chaque joueur doit posséder une puissance de feu (skill) et une intelligence personnelle : maîtrise de chaque arme, de ses déplacements et des mouvements de son personnage, connaissance des cartes (lignes de tir, grenades à envoyer, endroits où les ennemis sont les plus susceptibles de se trouver, etc.), réflexes, etc. Des qualités comme le calme, le sang-froid ou la propension à savoir se sacrifier pour ses coéquipiers sont également recherchées.
Mais l'aspect collectif s'avère tout aussi crucial. Ce dernier comporte une partie directement liée au jeu (déploiement de stratégies d'équipe pour être en surnombre face à l'adversaire ou le déborder, prises de zones collectives, synchronisation économique, etc.), et une partie davantage "humaine" : communication optimale entre les joueurs, bonne gestion des tensions lors d'un match, mise en place de rôles spécifiques selon les forces de chacun, etc.

### Skins, éléments cosmétiques et microtransactions

#### Skins d'armes
Les skins d'armes sont apparus en août 2013. Il s'agit de versions esthétiques et colorées des armes. Celles-ci possèdent toutes leur collection de skins, à l'exception du Zeus x27. Les couteaux ont également été déclinés en plusieurs modèles (Karambit, Butterfly, etc.). Les skins sont classés par rareté avec, du plus rare au moins rare : immortel, extrêmement rare, antique, légendaire, mythique, rare, peu commun et commun. Plus un skin est rare, plus il sera difficile de l'obtenir dans une caisse et plus il sera cher à l'achat. Chaque skin existe également en cinq aspects, reflétant son niveau d'usure avec, du moins usé au plus usé : neuf, très peu usé, testé sur le terrain, usé et marqué par les combats.
Ces skins ne modifient en rien les performances et caractéristiques des armes : il s'agit de modifications purement esthétiques.
Les premiers skins ont été imaginés par Valve, avant que les suivants ne soient façonnées par la communauté elle-même. Les créateurs partagent leur création sur le Workshop de Steam et Valve en sélectionne régulièrement afin de les intégrer au jeu. Les auteurs des skins choisis sont rémunérés en contrepartie.
Ces skins peuvent être obtenus simplement en jouant : régulièrement, chaque joueur en obtiendra à la fin de ses parties, mais ils seront généralement de faible qualité, et donc de faible valeur. Afin d'en obtenir de plus prestigieux, il faut les acheter directement, sur le marché Steam ou d'autres plateformes, ou bien ouvrir des caisses de skins. Ces caisses sont apparues en même temps que les skins. Une fois de plus, le joueur peut les obtenir en jouant ou en les achetant. Dans les deux cas, il devra ensuite acheter une clé lui permettant d'ouvrir la caisse. Celle-ci contient un skin aléatoire, qui peut être aussi bien commun et de faible qualité que très rare.
En France, ce système a été retoqué en 2019 par la législation, qui assimile ces caisses à des loteries, interdites. Valve a donc dû modifier son système dans l'Hexagone : plutôt que d'acheter une clé pour ouvrir sa caisse et laisser place au hasard, le joueur doit acheter un skin d'arme spécifique. Ce dernier lui permet alors de voir le skin contenu dans une caisse avant d'ouvrir cette dernière, ce qui annule la présence d'aléatoire. En revanche, une fois le skin découvert, le joueur ne peut pas visualiser d'autres caisses tant qu'il n'a pas ouvert la première. Lorsqu'il voudra découvrir le contenu d'une seconde caisse, il devra à nouveau acheter le skin spécifique, etc. Valve a remplacé l'achat d'une clé par celui d'un skin, s'arrangeant ainsi avec la loi. Dans d'autres pays, face à une législation plus stricte visant à lutter contre l'addiction aux jeux de hasard, Valve a préféré retiré ses caisses de la vente, notamment en Belgique et aux Pays-Bas.
Au fil des années, un véritable marché a émergé autour de ces skins, les plus rares et recherchés étant évalués à plusieurs milliers de dollars de valeur. Des sites de vente et de transaction ont vu le jour. Les skins ont également participé à l'essor des paris sur les matchs de haut niveau, chacun pouvant s'en servir pour miser au lieu d'utiliser de l'argent réel. Des sites de jeux de hasard sont nés sur ce même principe, bien que Valve a pris plusieurs mesures pour limiter leur essor,, certaines de ces plateformes ayant été pointées du doigt pour leurs pratiques malhonnêtes voire illégales. Parce que les esports deviennent de plus en plus populaires, les bookmakers ont mis en place des marchés de paris pour les événements. Des joueurs de haut niveau ont également été bannis à vie des tournois majeurs après avoir parié sur leur propre défaite lors de certains matchs, qu'ils faisaient ensuite effectivement exprès de perdre, dans le but de récupérer les gains de paris.

#### Autres éléments cosmétiques et de microtransactions
Dans la continuité des skins, Valve a étoffé l'offre de modifications cosmétiques disponibles en jeu et à l'achat : stickers à appliquer sur les armes et kits de musique personnalisés en 2014, graffitis sur les murs en 2016, personnages spécifiques (agents) en 2019, etc.
L'ensemble de ces microtransactions, notamment les skins, ont permis de développer considérablement les revenus générés par CS:GO. Valve bénéficie des ventes directes de clés, mais également de celles de caisses, de skins et de clés effectuées par les joueurs sur le marché Steam, où l'éditeur prend une commission sur chaque transaction. En 2018, CS:GO aurait ainsi généré, au total, 414 millions de dollars de revenus. Une partie de cette somme a été utilisée dès 2013 pour soutenir les Majors, des compétitions de haut niveau dont le cashprize (250 000 $ entre 2013 et 2015, puis 1 000 000 $ depuis 2016) est financé par Valve grâce aux ventes de skins et de caisses.

## Développement

### Historique
Counter-Strike: Global Offensive était initialement un portage de Counter-Strike: Source vers la Xbox 360, avant que Valve, réalisant le potentiel de ce nouvel opus, ne décide d'en faire une suite à part entière de la licence Counter-Strike. Le jeu est basé sur la dernière version du moteur Source pour l'époque. Les développeurs ont notamment été influencés par Call of Duty 4: Modern Warfare et plusieurs de ses mécaniques (gestion des munitions, des dommages, etc.).
En plus des modifications concernant les graphismes et le gameplay (nouvelles armes, grenades, etc.), CS:GO se démarque par l'ajout de nouveaux modes de jeu et d'un système de matchmaking, permettant à chacun de jouer de manière compétitive face à des joueurs du même niveau sans avoir à passer par un serveur communautaire.
Valve présente le jeu pour la première fois en août 2011, à la Penny Arcade Expo, pour sa version Xbox 360. En septembre, la version PlayStation 3 est révélée à la EuroGamer Expo, puis la version PC est dévoilée en octobre à IgroMir. Quelques jours plus tard, un showmatch est organisé sur cette version PC avec dix joueurs de haut niveau (cinq européens, cinq américains), lors des IEM Global Challenge New York.
Une bêta fermée est mise en ligne le 30 novembre 2011, suivie par une bêta ouverte, accessible aux joueurs ayant acheté le jeu, le 14 août 2012.
Le jeu sort finalement définitivement le 21 août 2012.
Valve réalise par la suite des mises à jour régulières afin de corriger des bugs, de modifier des choses ou de proposer du contenu supplémentaire.
En Chine, une version spécifique de CS:GO, comprenant notamment des modifications esthétiques afin que le jeu respecte la législation nationale, paraît en septembre 2017 à la suite d'une collaboration entre Valve et Perfect World.
En mars 2023, Valve a announcé une suite à Global Offensive, intitulée Counter-Strike 2. Utilisant le moteur Source 2 de Valve, le jeu propose des avancées techniques majeures. Le jeu est sorti en septembre 2023, remplaçant totalement CS:GO.

### Opérations
Les opérations représentent des ajouts de contenus réguliers à CS:GO. Contre l'achat d'un pass, les joueurs peuvent accéder à des missions permettant de débloquer, lorsqu'elles sont réussies, de nouveaux skins, modèles d'agents, graffitis, etc.
Les opérations sont également l'occasion pour Valve d'introduire en jeu de nouveaux modes de jeu ou de nouvelles maps.
La liste des opérations ayant eu lieu est la suivante :
- Opération Payback (25 avril 2013 - 31 août 2013)
- Opération Bravo (19 septembre 2013 - 5 février 2014)
- Opération Phoenix (20 février 2014 - 11 juin 2014)
- Opération Breakout (1er juillet 2014 - 2 octobre 2014)
- Opération Vanguard (11 novembre 2014 - 31 mars 2015)
- Opération Bloodhound (26 mai 2015 - 1er octobre 2015)
- Opération Wildfire (17 février 2016 - 15 juillet 2016)
- Opération Hydra (23 mai 2017 - 13 novembre 2017)
- Opération Shattered Web (18 novembre 2019 - 9 mars 2020)
- Opération Broken Fang (3 décembre 2020 - 30 avril 2021)
- Opération Riptide (22 septembre 2021 - 21 février 2022)

## Accueil

### Réception et critique
Counter-Strike: Global Offensive a été bien accueilli par la presse spécialisée. Il récolte une note de 83/100, basée sur 38 critiques, sur Metacritic. Les critiques mettent en avant la fidélité de ce nouvel opus aux spécificités ayant fait le succès des précédents jeux, tout en soulignant le rafraîchissement des graphismes.
En France, jeuxvideo.com lui attribue une note de 15/20 lors de sa sortie en 2012, puis de 17/20 lors d'un second test mené en 2019, arguant qu'en "un peu plus de six années, le titre s’est embelli, s’est rendu plus pratique, plus ouvert et bien plus communautaire qu’à ses débuts". De son côté, Gamekult lui octroie un 7/10, tandis que GameSpot monte à 8,5/10.
En 2015, CS:GO est sacré jeu esport de l'année lors des Game Awards.
Le titre fait cependant l'objet de critiques récurrentes sur certains aspects : lui sont notamment reprochés son système antitriche peu efficace, le manque d'implication et de réactivité de Valve lorsqu'il s'agit de corriger les bugs ou d'apporter davantage de nouveaux contenus, ou encore la toxicité de son expérience en jeu pour les joueurs, notamment les femmes.

### Popularité
En juin 2018, avant que le jeu ne devienne free-to-play, SteamSpy estimait que 40 millions d'utilisateurs possédaient une copie de CS:GO.
Le nombre de joueurs moyens par mois a de son côté progressivement augmenté au fil des années. D'après les données de Steam Charts, il passe de 16 000 en septembre 2012, juste après la sortie du jeu, à 131 034 en septembre 2014. Une nette accélération a ensuite lieu puisque ce nombre atteint 355 905 en septembre 2015, avant de fluctuer entre 250 000 et 400 000 durant les quatre années suivantes. À partir d'août 2019, une nouvelle dynamique apparaît : la barre des 500 000 joueurs moyens est franchie pour la première fois en janvier 2020, puis le record est établi en avril 2020, lors des épisodes de confinement à travers le monde durant la crise de Covid-19, avec 857 604 joueurs. Depuis, ce nombre est retombé et oscille entre 500 000 et 700 000 joueurs mensuels moyens.
L'évolution du pic de joueurs présents simultanément dans le jeu suit une trajectoire similaire, selon les statistiques fournies par SteamDB. Le million est dépassé pour la première fois le 14 mars 2020, avant que le record ne soit atteint le 16 avril 2020 avec 1 308 963 joueurs présents en même temps sur CS:GO.

## Esport et scène compétitive

### Format global de compétition

#### Explications générales
Les tournois esport de Counter-Strike: Global Offensive se déroulent sur PC, sur le mode Compétitif. De multiples compétitions ont lieu sur Internet, mais les plus importantes se déroulent en lan.
Les matchs opposent donc deux équipes de cinq joueurs. Les remplaçants sont théoriquement autorisés, par exemple entre deux cartes, mais n'existent quasiment pas dans les faits. Plusieurs équipes avaient essayé un tel système, notamment à partir de 2020,, mais des changements de règles instaurés par Valve pour les qualifications aux Majors, qui pénalisaient les équipes changeant un joueur en cours de rencontre, ont quasiment fait disparaître les remplaçants. Les formations professionnelles ont tout de même recours à des coachs, des analystes ou encore des psychologues pour améliorer leurs performances.
Les matchs ont lieu sur les cartes du map pool compétitif, c'est-à-dire un ensemble de cartes de type Defuse ("de_") sélectionnées par Valve pour être jouées de manière compétitive à tous les niveaux. Ce map pool comprenait initialement cinq cartes, puis est passé à sept à partir de 2014. Valve décide des changements à opérer dans ce map pool, en remplaçant régulièrement une carte par une autre.
Les matchs peuvent avoir lieu en bo1 (best of one, l'équipe qui remporte la carte gagne le match), en bo3 (best of three, il faut remporter deux maps sur les trois jouées pour gagner le match) ou en bo5 (best of five, il faut remporter trois cartes sur les cinq jouées pour gagner le match). D'autres formats peuvent exister, mais demeurent très rares (bo2, bo7, etc.).

#### Organisation de la scène compétitive
Contrairement à d'autres titres de la scène esport, comme League of Legends, la scène compétitive de CS:GO fonctionne via un circuit ouvert. Valve, l'éditeur du jeu, ne s'occupe que des Majors, les tournois les plus prestigieux, qui ont lieu deux fois par an. En dehors de ça, les organisateurs sont libres de proposer leurs compétitions et de fixer leurs propres règles concernant le jeu, les équipes participantes, etc.
Entre 2012 et 2019, la scène s'avérait donc effectivement très ouverte, avec de multiples organisateurs présents. Les équipes participantes aux différents tournois étaient invitées directement en raison de leurs résultats ou de leur prestige, ou bien devaient passer par une phase de qualification.
Depuis 2019, de premiers systèmes se rapprochant des franchises sont apparues, sous l'initiative de BLAST et d'ESL. Plusieurs clubs deviennent partenaires de ces organisateurs et ont ainsi la garantie de pouvoir participer à certains événements. Les revenus générés sont ensuite partagés entre les différents partenaires. Ce nouveau mode de fonctionnement s'explique notamment par la recherche d'une rentabilité accrue pour les acteurs du milieu. La concentration observée du côté des organisateurs (rachat d'ESEA par ESL en 2015, regroupement de DreamHack et ESL chez le même propriétaire en 2015, fusion d'ESL et FACEIT au sein d'une nouvelle maison-mère en 2022) peut également expliquer ces changements : le nombre d'organisateurs se réduit et chacun essaie de raffermir ses liens avec les clubs, autres composantes majeures de l'écosystème.
Valve, adepte d'un circuit ouvert pour ses Majors, a rappelé à l'ordre les organisateurs en 2019 sur ce sujet, en indiquant qu'elle ne les autoriserait pas à mettre en place un système d'exclusivité, où une équipe partenaire d'un organisateur n'aurait pas le droit de participer aux tournois proposés par d'autres entités. Les partenariats mis en place sur la scène ne comportent donc aucune clause d'exclusivité pour les clubs.

### Les tournois

#### Les Majors
Les Majors sont les tournois les plus prestigieux de la scène compétitive. Ils sont les seuls à bénéficier du soutien financier direct de Valve, l'éditeur du jeu, et apparaissent parmi les compétitions les mieux dotées du circuit. Le cashprize s'élève à 250 000 $ entre 2013 et 2015, puis passe à 1 million de dollars à partir de 2016. En proposant 2 millions de dollars afin de compenser l'annulation des Majors précédents en raison du Covid-19, le PGL Major Stockholm 2021 s'impose comme le tournoi le mieux doté de l'histoire de Counter-Strike. Si le cashprize et les règles sont gérés par Valve, l'éditeur délègue en revanche l'organisation du Major à une entité tierce.

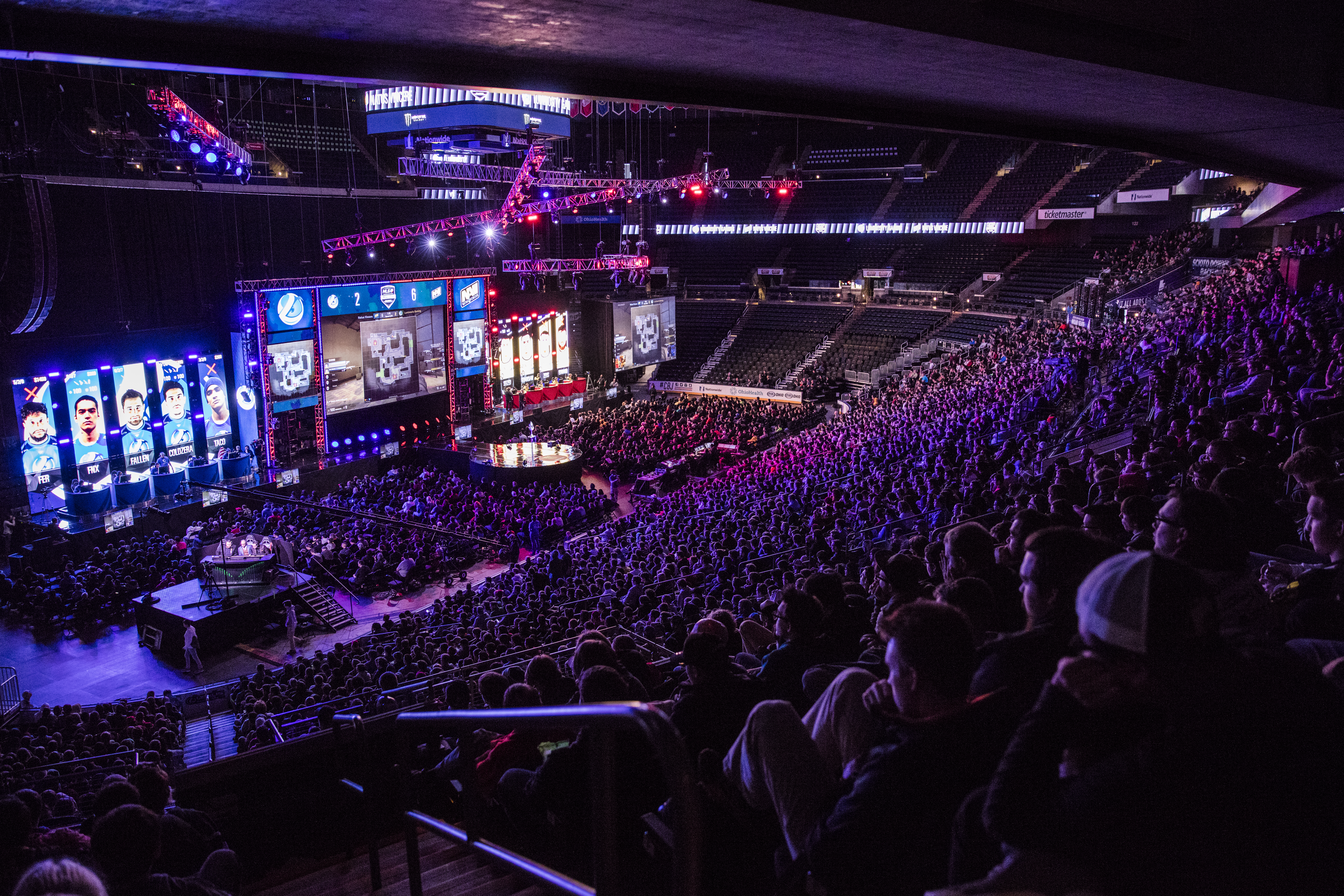
Finale entre Luminosity et Na'Vi lors de la MLG Colombus 2016.

Après la première édition fin 2013, les Majors se sont déroulés à un rythme de trois par an en 2014 et 2015, avant de descendre à deux éditions annuelles depuis 2016. 2020 (aucun Major) et 2021 (un seul Major) ont fait exception à la règle à cause de la crise de Covid-19.
Le nombre d'équipes participantes a également évolué au fil du temps, passant de 16 entre 2013 et 2017 à 24 depuis 2018.
Depuis les EMS One Katowice 2014, les Majors s'accompagnent d'ajouts cosmétiques en jeu. Les joueurs peuvent ainsi acheter des stickers reprenant le logo des équipes participantes afin de les coller sur leurs armes. Au fil des années, d'autres possibilités ont été ajoutées : stickers représentant la signature des joueurs participant au Major, graffitis des logos d'équipes à appliquer en jeu, challenge de pronostics concernant les résultats du Major afin d'obtenir une médaille à afficher sur son profil de jeu, etc. Les joueurs et équipes concernés récupèrent une partie des revenus générés par la vente de ces stickers et graffitis.
|                                                                                 | Vainqueur                                                       | Finaliste                                                       | Demi-finaliste #1                                        | Demi-finaliste #2                                          |
| ------------------------------------------------------------------------------- | --------------------------------------------------------------- | --------------------------------------------------------------- | -------------------------------------------------------- | ---------------------------------------------------------- |
| DreamHack Winter 2013 Jönköping, 28 - 30 novembre 2013, 250 000 $               | fnatic (JW, flusha, Devilwalk, schneider, pronax)               | Ninjas in Pyjamas (friberg, f0rest, Xizt, Fifflaren, GeT_RiGhT) | compLexity (Hiko, sgares, Semphis, swag, n0thing)        | VeryGames (Ex6TenZ, NBK, SmithZz, ScreaM, shox)            |
| EMS One Katowice 2014 Katowice, 13 - 16 mars 2014, 250 000 $                    | Virtus.pro (TaZ, NEO, pasha, Snax, byali)                       | Ninjas in Pyjamas (friberg, f0rest, Xizt, Fifflaren, GeT_RiGhT) | LGB eSports (olofmeister, KRIMZ, dennis, twist, cype)    | dignitas (FeTiSh, dupreeh, device, Xyp9x, cajunb)          |
| ESL One Cologne 2014 Cologne, 14 - 17 août 2014, 250 000 $                      | Ninjas in Pyjamas (friberg, f0rest, Xizt, Fifflaren, GeT_RiGhT) | fnatic (JW, flusha, pronax, olofmeister, KRIMZ)                 | Team-LDLC (Happy, Maniac, apEX, Uzzziii, KQLY)           | dignitas (FeTiSh, dupreeh, device, Xyp9x, aizy)            |
| DreamHack Winter 2014 Jönköping, 27 - 29 novembre 2014, 250 000 $               | Team-LDLC (Happy, NBK, SmithZz, shox, kioShiMa)                 | Ninjas in Pyjamas (friberg, f0rest, Xizt, GeT_RiGhT, Maikelele) | Natus Vincere (Zeus, starix, GuardiaN, Edward, seized)   | Virtus.pro (TaZ, NEO, pasha, Snax, byali)                  |
| ESL One Katowice 2015 Katowice, 12 - 15 mars 2015, 250 000 $                    | fnatic (JW, flusha, pronax, olofmeister, KRIMZ)                 | Ninjas in Pyjamas (friberg, f0rest, Xizt, GeT_RiGhT, allu)      | Virtus.pro (TaZ, NEO, pasha, Snax, byali)                | EnVyUs (Happy, NBK, SmithZz, shox, kioShiMa)               |
| ESL One Cologne 2015 Cologne, 20 - 23 août 2015, 250 000 $                      | fnatic (JW, flusha, pronax, olofmeister, KRIMZ)                 | EnVyUs (Happy, NBK, kioShiMa, apEX, kennyS)                     | Virtus.pro (TaZ, NEO, pasha, Snax, byali)                | Team SoloMid (dupreeh, device, Xyp9x, cajunb, karrigan)    |
| DreamHack Cluj-Napoca 2015 Cluj-Napoca, 28 octobre - 1 novembre 2015, 250 000 $ | EnVyUs (Happy, NBK, SmithZz, apEX, kennyS)                      | Natus Vincere (Zeus, GuardiaN, Edward, seized, flamie)          | G2 Esports (Maikelele, rain, fox, dennis, jkaem)         | Ninjas in Pyjamas (friberg, f0rest, Xizt, GeT_RiGhT, allu) |
| MLG Columbus 2016 Columbus, 29 mars - 3 avril 2016, 1 000 $                     | Luminosity Gaming (Fallen, fer, coldzera, fnx, TACO)            | Natus Vincere (Zeus, GuardiaN, Edward, seized, flamie)          | Team Liquid (adreN, nitr0, EliGE, Hiko, s1mple)          | Astralis (dupreeh, device, Xyp9x, cajunb, karrigan)        |
| ESL One Cologne 2016 Cologne, 5 - 10 juillet 2016, 1 000 $                      | SK Gaming (Fallen, fer, coldzera, fnx, TACO)                    | Team Liquid (nitr0, EliGE, Hiko, s1mple, jdm64)                 | Virtus.pro (TaZ, NEO, pasha, Snax, byali)                | fnatic (JW, flusha, olofmeister, KRIMZ, dennis)            |
| ELEAGUE Major Atlanta 2017 Atlanta, 22 - 29 janvier 2017, 1 000 $               | Astralis (dupreeh, device, Xyp9x, Kjaerbye, gla1ve)             | Virtus.pro (TaZ, NEO, pasha, Snax, byali)                       | fnatic (olofmeister, KRIMZ, dennis, twist, disco doplan) | SK Gaming (Fallen, fer, coldzera, TACO, fox)               |
| PGL Major Krakow 2017 Cracovie, 16 - 23 juillet 2017, 250 000 $                 | Gambit Gaming (AdreN, Dosia, mou, Zeus, Hobbit)                 | Immortals (LUCAS1, HEN1, boltz, Steel, kNg)                     | Astralis (dupreeh, device, Xyp9x, Kjaerbye, gla1ve)      | Virtus.pro (TaZ, NEO, pasha, Snax, byali)                  |
| ELEAGUE Major Boston 2018 Atlanta & Boston, 12 - 28 janvier 2018, 1 000 $       | Cloud9 (autimatic, Skadoodle, tarik, Stewie2K, RUSH)            | FaZe Clan (rain, NiKo, karrigan, GuardiaN, olofmeister)         | SK Gaming (Fallen, fer, coldzera, TACO, felps)           | Natus Vincere (Edward, flamie, s1mple, Zeus, electronic)   |
| FACEIT London Major 2018 Londres, 5 - 23 septembre 2018, 1 000 $                | Astralis (dupreeh, device, Xyp9x, gla1ve, Magisk)               | Natus Vincere (Edward, flamie, s1mple, Zeus, electronic)        | Team Liquid (nitr0, EliGE, Twistzz, NAF-FLY, TACO)       | Made in Brazil (Fallen, fer, coldzera, Stewie2K, tarik)    |
| IEM Katowice 2019 Katowice, 13 février - 3 mars 2019, 1 000 $                   | Astralis (dupreeh, device, Xyp9x, gla1ve, Magisk)               | ENCE (allu, Aerial, xseveN, Aleksib, sergej)                    | Made in Brazil (Fallen, fer, coldzera, TACO, felps)      | Natus Vincere (Edward, flamie, s1mple, Zeus, electronic)   |
| StarLadder Major Berlin 2019 Berlin, 23 août - 8 septembre 2019, 1 000 $        | Astralis (dupreeh, device, Xyp9x, gla1ve, Magisk)               | AVANGAR (buster, Qikert, Jame, SANJI, AdreN)                    | NRG Esports (Brehze, CeRq, Ethan, tarik, stanislaw)      | Renegades (AZR, jks, jkaem, Gratisfaction, liazz)          |
| PGL Major Stockholm 2021 Stockholm, 26 octobre - 7 novembre 2021, 2 000 $       | Natus Vincere (s1mple, electronic, Perfecto, Boombl4, b1t)      | G2 Esports (JACKZ, AmaNEk, nexa, huNter, NiKo)                  | Gambit Esports (Ax1Le, sh1ro, interz, nafany, Hobbit)    | Heroic (stavn, cadiaN, TeSeS, sjuush, refrezh)             |
| PGL Major Antwerp 2022 Anvers, 9 - 22 mai 2022, 1 000 $                         | FaZe Clan (rain, karrigan, Twistzz, broky, ropz)                | Natus Vincere (s1mple, electronic, Perfecto, Boombl4, b1t)      | Team Spirit (chopper, degster, magixx, Patsi, s1ren)     | ENCE (Snappi, Spinx, dycha, hades, Maden)                  |
| IEM Rio Major 2022 Rio de Janeiro, 31 octobre - 13 novembre 2022, 1 000 $       | Outsiders (Qikert, Jame, FL1T, n0rb3r7, fame)                   | Heroic (stavn, cadiaN, TeSeS, sjuush, Jabbi)                    | MOUZ (dexter, frozen, torzsi, JDC, xertioN)              | FURIA (KSCERATO, yuurih, arT, drop, saffee)                |
| BLAST Paris Major 2023 Paris, 8 - 21 mai 2023, 1 000 $                          | Team Vitality (apEX, ZywOo, Spinx, Magisk, dupreeh)             | GamerLegion (siuhy, iM, isak, acoR, Keoz)                       | Heroic (stavn, cadiaN, TeSeS, sjuush, Jabbi)             | Apeks (kyxsan, jL, nawwk, , jkaem, STYKO)                  |

#### Autres tournois
En dehors des Majors, d'autres tournois se sont petit à petit imposés comme des rendez-vous phares de la scène compétitive de CS:GO, de par le cashprize proposé ou leur aspect historique :
- les Intel Extreme Masters, fruit d'un partenariat entre ESL et Intel, cumulent plusieurs éditions tous les ans à travers le monde. Les tournois de Katowice et Cologne, qui reviennent chaque année depuis 2014, sont considérés comme des tournois de premier ordre sur CS:GO[164].
- l'ESL Pro League, organisée par ESL deux fois par an, est la principale ligue de la scène depuis sa création en 2015. Depuis 2020, une partie des équipes participantes sont partenaires d'ESL et donc assurées d'être invitées à toutes les éditions[149].
- le circuit BLAST a proposé à partir de 2017 des compétitions ponctuelles à travers le monde, puis s'est davantage organisé depuis 2020 afin de présenter deux tournois par an, au printemps et à l'automne, ainsi que des finales globales en fin d'année. Les équipes participantes sont toutes partenaires de BLAST, bien qu'une qualification annexe existe pour prendre part aux finales saisonnières et globales sans être partenaire[165].
- le circuit DreamHack proposait des éditions Masters (regroupant les meilleures équipes du monde) et Open (ouvertes aux équipes d'un calibre inférieur) entre 2012 et 2019. À la suite de la fusion entre ESL et DreamHack en 2015, ce circuit a peu à peu disparu pour être intégré à l'écosystème ESL[166].
- les ECS (Esports Championship Series) étaient la ligue proposée par FACEIT entre 2016 et 2019. Ils seront remplacés par la ligue Flashpoint à partir de 2020, qui ne durera que deux saisons[167].
- au fil des années, d'autres organisateurs ont investi la scène CS:GO, proposant des événements de manière plus ou moins régulière et pérenne : ESWC, StarLadder, ELEAGUE, EPICENTER, WESG, etc.

### Histoire compétitive

#### Les prémices
L'esport existait déjà depuis plus d'une décennie sur Counter-Strike lorsque Global Offensive apparut. La communauté était alors divisée entre Counter-Strike 1.6 et Counter-Strike: Source, chaque jeu possédant ses propres tournois et équipes. Malgré quelques réticences des joueurs concernant ce nouvel opus, CS:GO va finalement parvenir à rassembler ces deux communautés, aidé par les organisateurs de compétitions qui vont peu à peu délaisser les anciens titres pour investir ce nouveau venu.
Avant la sortie du jeu, quelques tournois mineurs ont lieu en ligne au cours de l'année 2012, les Go4CSGO Cup. Le premier tournoi en lan fut le Steelseries GO, organisé fin août 2012, le week-end suivant le lancement officiel de CS:GO. Huit équipes, toutes suédoises, ont participé, pour une victoire de Ninjas in Pyjamas. Le premier tournoi international a ensuite lieu les 21 et 22 septembre à l'occasion de la DreamHack Valencia. Une fois de plus, huit équipes prennent part à la compétition et Ninjas in Pyjamas (NiP) s'impose en devançant les Franco-Belges de VeryGames.

#### 2012-2013, la domination de Ninjas in Pyjamas
Le nombre d'équipes basculant sur CS:GO augmente tout au long de la fin d'année 2012, de même que le nombre de compétitions organisées sur le jeu. Rapidement, les Suédois de Ninjas in Pyjamas (friberg, f0rest, Xizt, Fifflaren, GeT_RiGhT) apparaissent comme les numéros un sur ce nouvel opus. Ils remportent cinq des six grands tournois de 2012, dont l'ESWC et la DH Winter, en battant les Franco-Belges de VeryGames en finale à quatre reprises. Le seul tournoi qui leur échappe, puisqu'ils n'étaient pas présents, voit la victoire des Polonais d'ESC, lors des Finales SLTV StarSeries IV.
Cette domination se poursuit en 2013. Les NiP remportent trois nouveaux tournois et portent leur invincibilité en lan à 87 cartes consécutives. Ils sont finalement stoppés en avril, à l'occasion des Finales SLTV StarSeries IV, par Virtus.pro (ANGE1, Dosia, AdreN, Fox, kucher), qui en profite pour remporter le tournoi et son premier titre sur CS:GO.
Cette défaite va quelque peu ouvrir la voie à la concurrence. Si les Ninjas in Pyjamas restent la meilleure équipe du monde et mettent la main sur de nombreuses coupes, d'autres formations parviennent également à l'emporter lors de certains événements, comme Virtus.pro, VeryGames ou Astana Dragons.
En fin d'année 2013 a lieu le premier Major de l'histoire de CS:GO lors de la DH Winter. Il s'agit d'un rendez-vous crucial pour toutes les équipes : avec 250 000 $ de cashprize, il s'agit, de loin, de l'événement le mieux doté depuis l'apparition de ce nouveau jeu. Favoris, Ninjas in Pyjamas et VeryGames vont se retrouver en demi-finale, pour une victoire des premiers. Mais ceux-ci vont se faire surprendre en finale par leurs compatriotes, les outsiders de fnatic (JW, flusha, Devilwalk, schneider, pronax), qui remportent ainsi ce premier Major. Cet échec met définitivement fin à la domination insolente de NiP.

#### 2014-2015, fnatic prend le pouvoir devant les Français
Le premier semestre 2014 s'avère assez indécis. Si Ninjas in Pyjamas et Titan, nouvelle structure des VeryGames, demeurent parmi les meilleurs, de nouveaux venus intègrent le top mondial. Virtus.pro (TaZ, NEO, pasha, Snax, byali) s'impose à domicile lors du deuxième Major, les EMS One Katowice, contre des NiP qui s'inclinent une fois de plus sur la dernière marche. Les Américains d'iBUYPOWER remportent les deux saisons d'ESEA, la ligue phare de l'époque,, tandis que Na'Vi commence également à faire parler d'elle grâce à son succès aux Finales SLTV StarSeries IX.
NiP décline peu à peu mais a juste le temps de gagner un Major, l'ESL One Cologne 2014, avant de devoir effectuer un changement dans son cinq historique, remplaçant Fifflaren par Maikelele. Cette victoire est obtenue en finale face à fnatic, pour une revanche de la DH Winter 2013. Mais cette dernière, qui a recruté olofmeister et KRIMZ à la place de Devilwalk et schneider, vient tout juste de commencer sa montée en puissance. Elle réalise une fin d'année 2014 quasiment parfaite en s'imposant dans quatre tournois différents, dont l'ESWC.

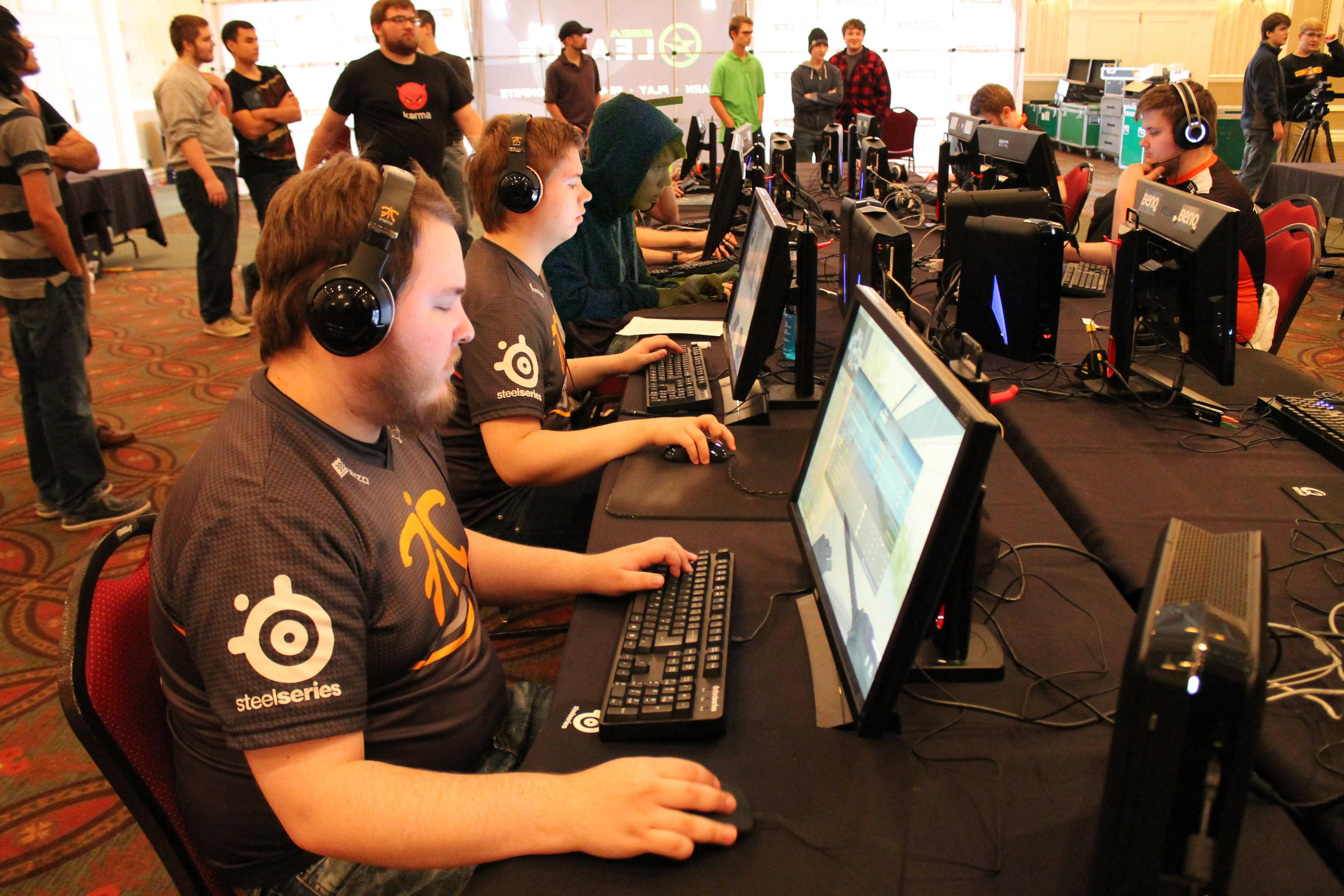
flusha (premier plan) et JW (second plan), membres des fnatic de 2014-2015.

Seule ombre au tableau, le dernier Major annuel, qui a lieu une fois de plus à la DH Winter. fnatic retrouve en quart de finale les Français de Team-LDLC (Happy, NBK, SmithZz, shox, kioShiMa), assemblés en septembre et considérés comme les principaux rivaux des nouveaux leaders de la scène. La rencontre débouche sur un énorme scandale lorsque, menés 3-13 sur la troisième et dernière carte, les fnatic dévoilent un boost inédit permettant à un joueur d'avoir une vision sur une grande partie de la carte tout en étant invincible. Ils peuvent ainsi remonter et gagner 16-13, avant que LDLC ne porte plainte, le boost enfreignant selon eux les règles. Après une nuit de délibérations, les admins décident qu'il faut rejouer la carte, mais fnatic déclare finalement forfait. LDLC passe donc en demi-finale et, deux victoires plus tard face à Na'Vi et NiP, remporte le Major, donnant à la France son premier titre de ce calibre sur CS:GO.
Si LDLC remporte encore les X-Games début 2015, avant que l'équipe ne soit recrutée par l'organisation américaine EnVyUs, fnatic revient en force et s'accapare le Major à Katowice ainsi que la première saison d'ESL ESEA Pro League. En août, les Suédois assomment définitivement la scène, malgré quelques résistances de TSM et Na'Vi les mois précédents, en devenant la première équipe à remporter deux Majors de suite grâce à sa victoire lors de l'ESL One Cologne. La finale contre EnVyUs est marquée par la remontée de fnatic sur la première carte, qui s'impose 19-15 après avoir été menée 7-14.
Le règne de fnatic prend fin à l'automne. Lors du troisième Major de l'année, la DH Cluj-Napoca, EnVyUs se venge en sortant les Suédois en quart de finale, ce qui provoquera le départ du leader pronax quelques jours après la compétition. Pendant ce temps, les Français résistent à G2 Esports puis Na'Vi pour aller gagner le Major, le deuxième pour l'Hexagone, confirmant ainsi leur belle forme depuis les recrutements de kennyS et apEX au cours de l'été.

#### 2016-2017, le Brésil triomphe avant une période de flou
Malgré la perte de son leader pronax, fnatic va rapidement renouer avec le succès avec sa nouvelle recrue, dennis, en remportant trois tournois fin 2015 et trois autres début 2016, dont les IEM Katowice. Mais cette dynamique ne va pas se confirmer en Major. Lors de la MLG Columbus, première épreuve du type en 2016, les Brésiliens de Luminosity (FalleN, fer, coldzera, fnx, TACO) confirment leur forme ascendante en s'emparant du titre. Quarts de finaliste lors des trois Majors de 2015, ils explosent véritablement en 2016.
Luminosity s'impose aussi lors de la troisième saison d'ESL Pro League, mais doit céder les ECS, l'autre grande ligue de la scène, aux Français de G2. Recrutés par SK Gaming au début de l'été, les Brésiliens deviennent ensuite les deuxièmes, après fnatic, à conserver leur bien en Major à l'ESL One Cologne 2016.
Cette mainmise sur les Majors ne va cependant pas se propager aux autres tournois. La seconde moitié de 2016 est marquée par une multitude de vainqueurs dans les grands rendez-vous : les six tournois phares de la fin d'année sont remportés par six équipes différentes (l'ESL One New York par Na'Vi, l'EPICENTER Moscou par dignitas, l'ESL Pro League saison 4 par Cloud9, les IEM Oakland par NiP, l'ELEAGUE saison 2 par OpTic et les ECS saison 2 par Astralis).
Cette tendance se poursuit en 2017. Astralis semble un temps prendre l'ascendant grâce à ses victoires au Major de l'ELEAGUE à Atlanta ainsi qu'aux IEM Katowice, mais la succession de vainqueurs reprend ensuite le dessus. Cette situation atteint son paroxysme à l'occasion du second Major annuel, le PGL Major Krakow, disputé à l'été. La finale oppose deux invités surprises, les Kazakhs de Gambit et les Brésiliens d'Immortals, et voit la victoire des premiers, pour ce qui reste considéré comme l'un des Majors les plus surprenants de l'histoire de CS:GO.

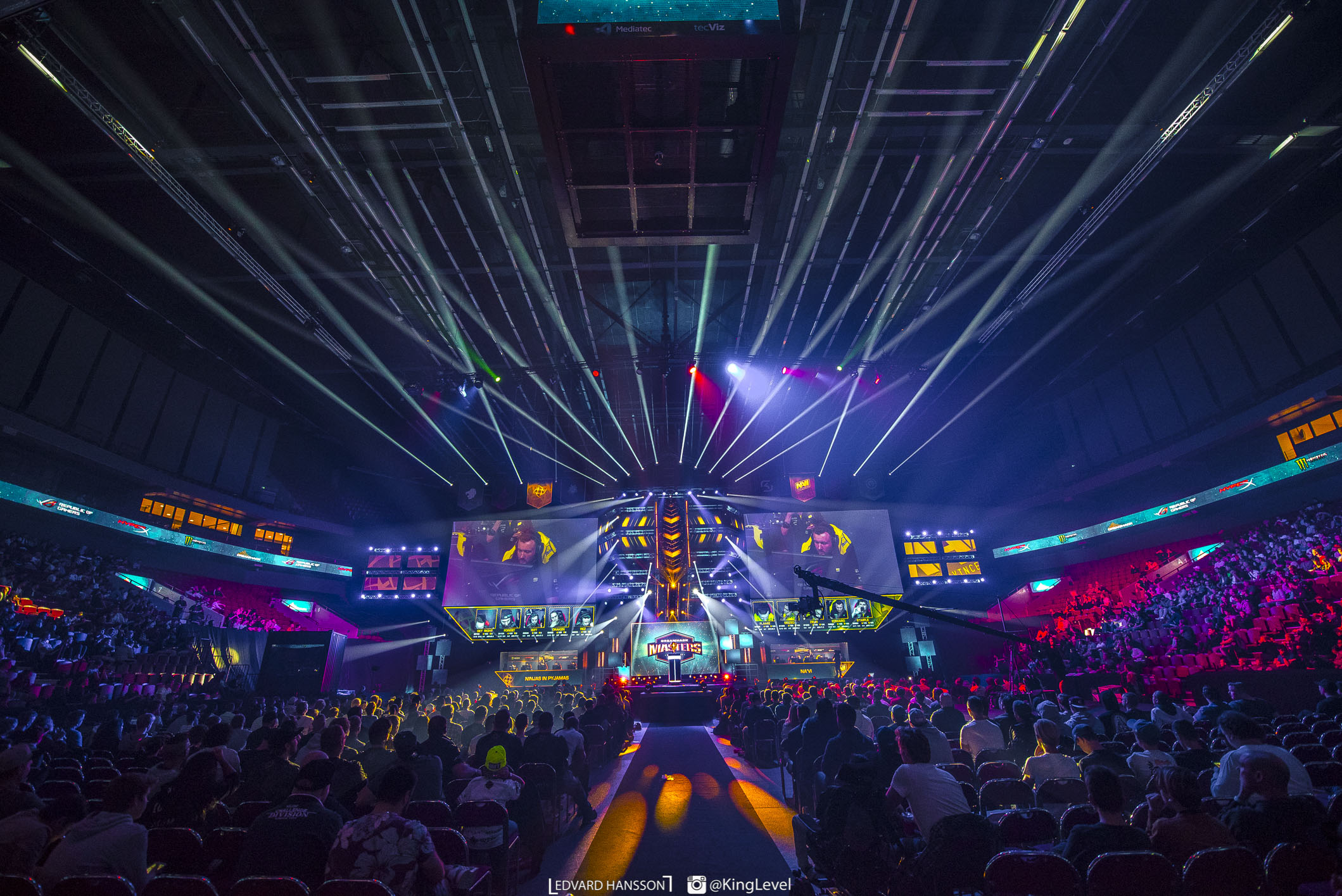
La DreamHack Masters Malmö 2017, remportée par les Français de G2.

La fin d'année est un peu moins chaotique. SK Gaming et FaZe Clan sortent du lot et se partagent les plus gros titres. Mais aucune ne confirme en 2018 : le premier Major, l'ELEAGUE Boston, est gagné par C9 qui surprend FaZe en finale, tandis que les IEM Katowice tombent dans l'escarcelle de fnatic, une fois de plus contre FaZe. Les deux fois, cette dernière n'a pas réussi à convertir son ou ses rounds de match et a perdu en prolongations sur la dernière carte.

#### 2018-2019, Astralis prend toute la lumière
Membre solide du top mondial en 2017, Astralis essuie un lourd échec à l'ELEAGUE Boston Major début 2018, en étant éliminée avant même d'atteindre les play-offs. Ce revers entraîne le départ surprise de Kjaerbye et pousse l'équipe danoise à recruter dans l'urgence Magisk avant que la vague de nouveaux tournois ne commence. Ce changement va donner naissance à ce qui est considéré comme la meilleure équipe qu'ait connu CS:GO (dupreeh, device, Xyp9x, gla1ve, Magisk), grâce à cinq joueurs affûtés individuellement, un jeu d'équipe impeccable et une nouvelle manière de penser le stuff (grenades).

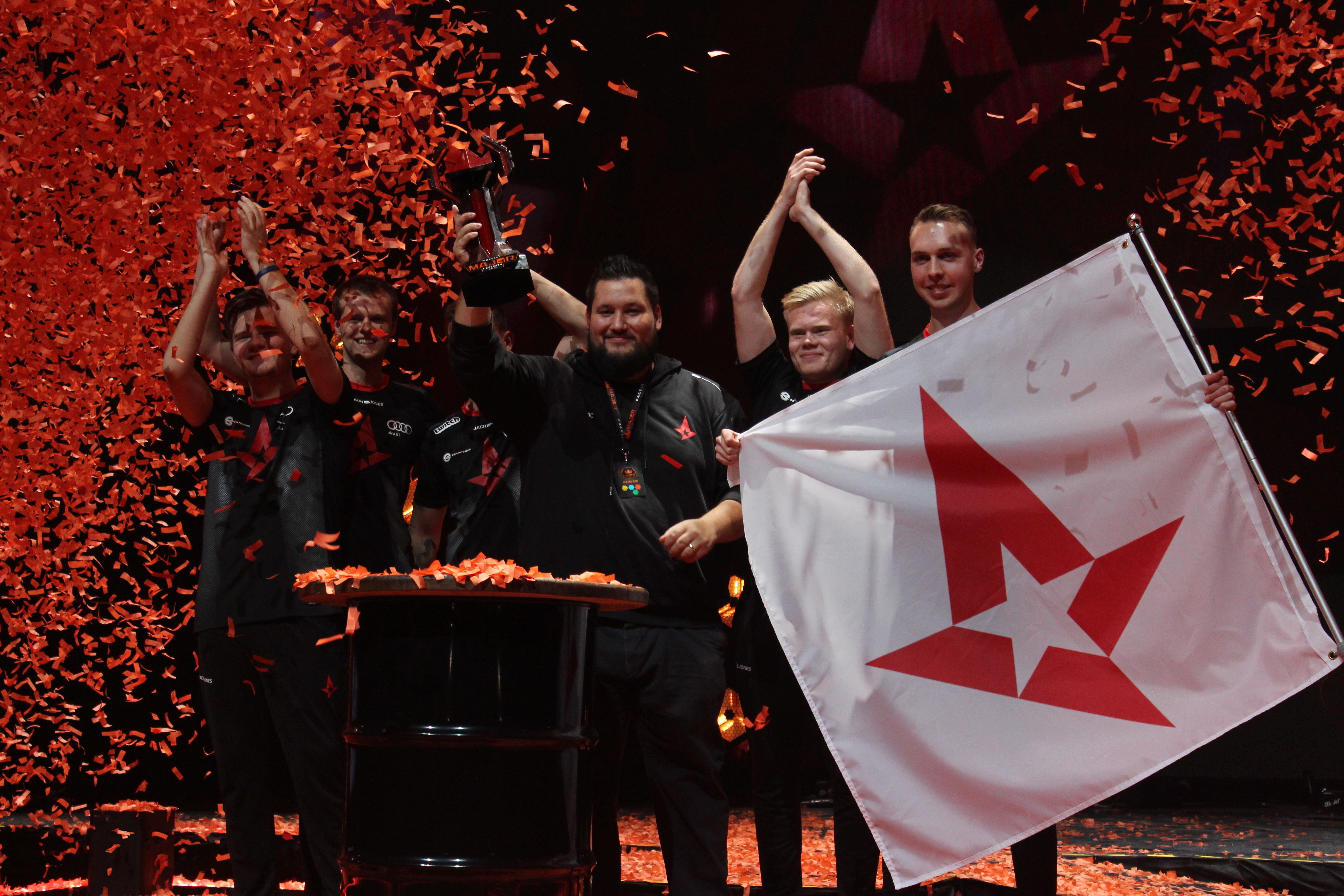
Astralis après sa victoire au FACEIT Major London 2018.

À partir d'avril, Astralis va enchaîner les victoires de prestige : DreamHack Masters Marseille, ESL Pro League, ECS, ELEAGUE Premier. Le Major de septembre ne lui échappe pas non plus et amorce une deuxième moitié de saison fabuleuse, conclue avec cinq victoires et une troisième place dans les tournois de premier rang. Les Danois deviennent également les premiers à remporter l'Intel Grand Slam, une récompense d'un million de dollars promise à l'équipe qui s'emparera de quatre événements ESL/DreamHack dans un temps limité.
Cette ultra-domination va quelque peu s'affaisser en 2019. Astralis gagne un deuxième Major consécutif aux IEM Katowice, avant que l'équipe ne réduise le nombre de compétitions auxquelles elle participe. Cela fait apparaître par l'occasion un potentiel conflit d'intérêts avec BLAST, organisateur de tournois appartenant à la même maison-mère qu'Astralis, la formation favorisant alors les tournois de BLAST au détriment des autres.
Cette période d'inaction relative va profiter à la concurrence. Les Américains de Team Liquid (nitr0, EliGE, Twistzz, NAF-FLY, Stewie2K) deviennent les nouveaux leaders, remportant à leur tour l'Intel Grand Slam après avoir cumulé quatre victoires de premier rang entre avril et juillet. Les Français de Vitality, structure tricolore arrivée sur la scène courant 2018, s'imposent également comme une force sur qui compter avec leur pépite ZywOo, en s'adjugeant notamment la septième saison des ECS.
Astralis revient cependant en force à l'occasion du second Major de l'année, en septembre, le StarLadder Major Berlin. Les Danois battent Team Liquid en quart de finale puis filent vers le titre, devenant ainsi les premiers à l'emporter trois fois de suite en Major. dupreeh, device, Xyp9x, gla1ve se hissent également seuls au sommet du classement individuel, avec quatre médailles d'or obtenues en Major grâce à leur premier succès en 2017.
La fin d'année est plus disputée que la précédente. Astralis gagne encore quelques compétitions, sans monopoliser pour autant la première place comme en 2018. Evil Geniuses, qui vient de débuter sur CS:GO en achetant l'équipe de NRG, en profite pour collecter ses premières victoires, à l'ESL One New York et aux Finales StarSeries i-League saison 8. De son côté, mousesports réalise un joli triplé, CS:GO Asia Championships - Finales ESL Pro League saison 10 - cs_summit #5.

#### 2020, la scène se délocalise en ligne en raison du Covid-19
Premier rendez-vous majeur de 2020, les IEM Katowice se déroulent fin février sans public, à cause de la pandémie de Covid-19 qui commence à se répandre. Durant le mois de mars, les organisateurs vont peu à peu annuler les lans initialement prévues pour les transformer en tournois en ligne, en raison des restrictions de déplacement touchant le monde entier.
Cette situation va durer quasiment un an et demi, la LAN de reprise pour les équipes du top mondial étant les IEM Cologne 2021. Durant cette période en ligne, les résultats vont être partiellement bousculés. Profitant des conditions spécifiques des matchs sur Internet (moins de stress, coachs autorisés à parler davantage, matériel différent, etc.), certaines équipes vont émerger et se hisser parmi les meilleures du monde, comme Heroic, Gambit ou BIG.

#### 2021-2022, NAVI puis FaZe occupent le trône

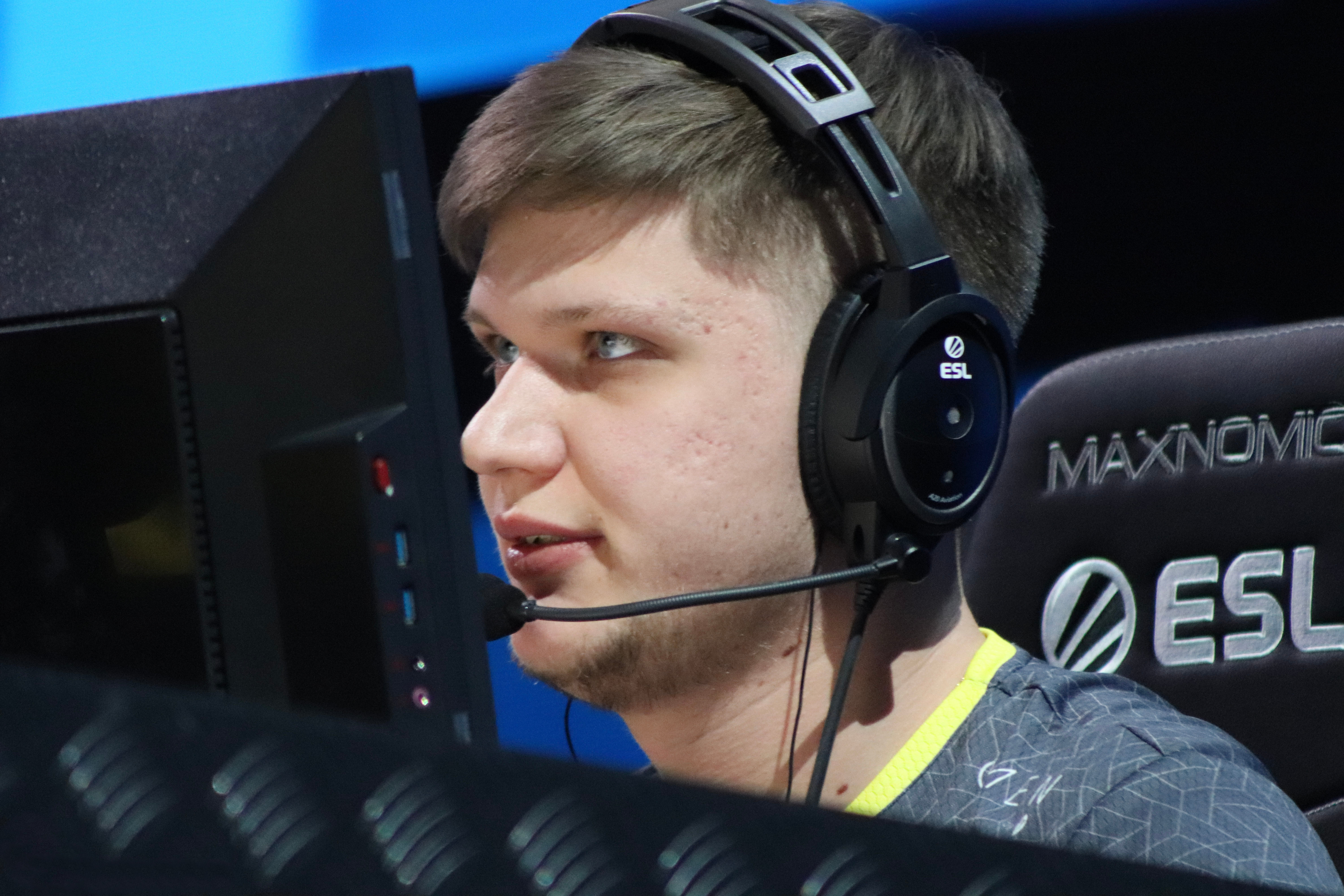
s1mple, sacré MVP du Major remporté par NAVI

La saison 2021 des LANs commence en juillet aux IEM Cologne et ne comporte que sept événements, la scène devant reprendre son rythme à la suite du Covid-19. Ce nombre réduit de tournois n'empêche pas NAVI (s1mple, electronic, Perfecto, Boombl4, b1t) d'affirmer sa domination. Les Russo-Ukrainiens gagnent à Cologne ainsi qu'au PGL Major Stockholm, rompant ainsi la malédiction des finales perdues pour la structure, qui avait déjà essuyé trois échecs à ce stade de la compétition en Major. Considéré comme l'un des meilleurs joueurs de la planète depuis plusieurs années et déjà défait deux fois en finale, s1mple remporte lui aussi à cette occasion son premier Major.
Bouleversée par l'éclatement de la guerre en Ukraine, alors que son équipe comporte des Ukrainiens et des Russes, NAVI ne parvient pas à maintenir son niveau en 2022. FaZe Clan (rain, karrigan, Twistzz, broky, ropz) prend le relais et s'empare de tous les grands titres : d'abord Katowice puis la Pro League, ensuite le Major d'Antwerp (le premier pour un cinq international, comportant des joueurs de plusieurs nationalités communiquant en anglais) et Cologne, ces deux dernières fois contre NAVI en finale.
L'été passé, la scène redevient plus indécise. Le Major de Rio en est le symbole flagrant : plusieurs favoris, dont FaZe, se font éliminer tôt, et la finale regroupe un outsider, Heroic et ses Danois, et une surprise, Outsiders et ses Russes. Les seconds l'emportent et inscrivent leur nom au palmarès, dans la lignée des vainqueurs de Major inattendus.
En fin d'année, Heroic gagne son premier tournoi "d'envergure" lors des Finales BLAST Premier Fall, puis G2 conclut la saison en l'emportant aux Finales BLAST World, mettant ainsi fin à une disette de victoire dans les grands tournois qui durait depuis 2017.

#### 2023, des derniers mois de compétition indécis avant l'arrivée deCS2
Aucune équipe ne parvient à dominer la scène durant la première moitié de l'année et les différents vainqueurs se succèdent : G2 aux IEM Katowice, FaZe lors de la 17e saison d'ESL Pro League, Vitality aux IEM Rio, ENCE aux IEM Dallas, Heroic aux Finales BLAST Spring. Deux formations finissent tout de même par sortir du lot : Vitality, qui remporte le BLAST Paris Major – dernier Major de l'histoire de CS:GO – à domicile, avec ses deux Français apEX et ZywOo ; et G2, qui s'impose aussi aux IEM Cologne et réalise donc le doublé Katowice - Cologne.
Le premier semestre est également marqué, en mars, par l'annonce de la future sortie de Counter-Strike 2. Après plusieurs mois de beta, Valve finit par lancer officiellement ce nouvel opus le 27 septembre 2023, en profitant dans le même temps pour fermer les serveurs de CS:GO. Dès lors, les organisateurs de compétitions effectuent petit à petit la transition vers ce nouveau jeu.
La 18e saison d'ESL Pro League, disputée à Malte en septembre, est donc la dernière grande compétition de l'histoire de Counter-Strike: Global Offensive. Outsiders complets avant le tournoi, MOUZ et ses jeunes mettent la main sur cet ultime titre en enchaînant huit victoires consécutives après leur défaite inaugurale en poule.

### Développement économique
À ses débuts, la scène compétitive de CS:GO demeure peu professionnalisée et dotée de moyens limités. La majorité des joueurs évoluant à haut niveau ne vivent pas de cette activité. Début 2014, les Franco-Belges de Titan, l'une des meilleures équipes du monde, sont rémunérés à hauteur de 800 euros par mois. Le tournoi au cashprize le plus élevé durant la première année de vie du jeu est la DreamHack Winter 2012, qui mettait en jeu 45 000 $ répartis entre 16 équipes.
La donne va peu à peu changer au fil des années, suivant l'évolution globale du secteur de l'esport, dont la valeur du marché aurait affiché une croissance annuelle de 30 % jusqu'en 2018, avant de descendre autour des 20 % depuis. Fin 2013, Valve fait grimper une première fois les cashprizes avec ses Majors, riches de 250 000 $ grâce à l'argent généré par les caisses de skins.

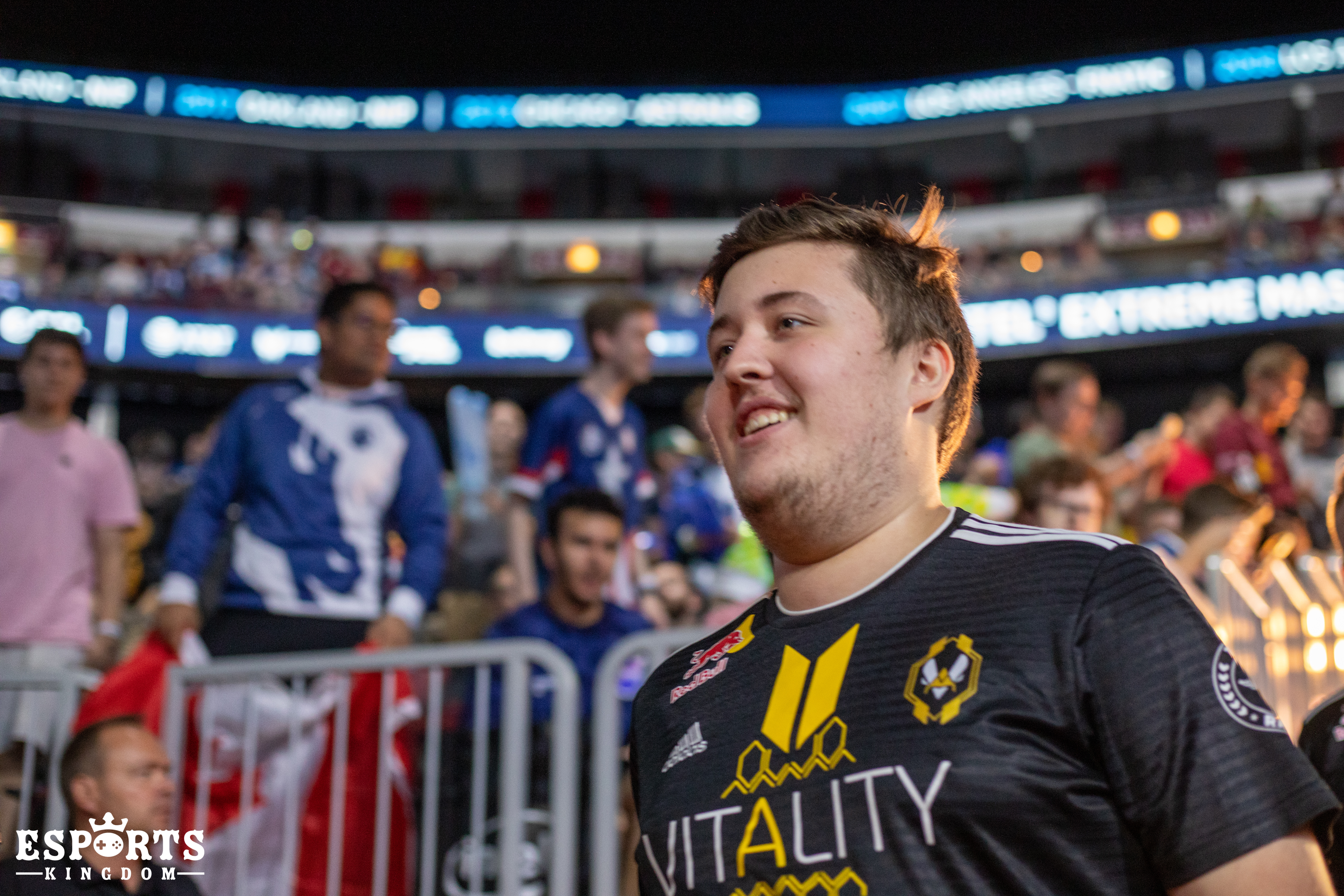
ZywOo lors des IEM Chicago 2019.

À partir de 2014, la scène CS:GO enregistre également l'arrivée de nouveaux clubs, majoritairement américains, aux moyens supérieurs, qui vont faire exploser les salaires : Cloud9, Counter Logic Gaming, EnVyUs, Team SoloMid... En janvier 2015, les joueurs nouvellement recrutés par TSM touchaient ainsi 3 000 $ par mois. Ces montants n'ont fait qu'augmenter depuis, les clubs recevant le soutien d'investisseurs de plus en plus nombreux. Vitality, la principale organisation française, a par exemple levé 50 millions d'euros début 2022 auprès de son investisseur phare, tandis que le salaire de son joueur star, ZywOo, était dans le même temps estimé à plusieurs dizaines de milliers d'euros par mois.
Cette inflation s'est propagée aux cashprizes des compétitions, de plus en plus élevés. En 2015, en dehors des Majors soutenus par Valve, l'éditeur du jeu, seuls quatre tournois proposaient plus de 250 000 $. En 2019, 24 tournois mettaient en jeu cette même somme ou plus.
Cet engouement soudain pour le sport électronique, dont les répercussions sont bien visibles sur la scène CS:GO, ont fait naître des interrogations autour de la rentabilité du secteur, notamment des clubs. Ces derniers demanderaient beaucoup de fonds pour fonctionner et ne généreraient pas assez de revenus pour être à l'équilibre. Ils seraient également trop dépendants des revenus apportés par des investisseurs ou du sponsoring, sans parvenir à créer de la richesse autrement. D'autres critiques se sont élevées pour dénoncer la faible fiabilité des statistiques concernant le marché de l'esport, ou les possibles supercheries entourant les mesures d'audience des événements esportifs. Sur CS:GO, plusieurs clubs ont déjà disparu ou ont dû abandonner leur équipe en raison de coûts de gestion devenus trop élevés.

### Développement médiatique et audiences

#### Couverture médiatique
La scène esportive de Counter-Strike a toujours bénéficié d'un suivi régulier grâce à des sites spécialisés comme l'anglophone HLTV, référence internationale. Plusieurs sites occupent ce même rôle en France en proposant un suivi des tournois, des transferts, des articles sur l'actualité et l'histoire du jeu, des vidéos, des podcasts, etc., comme VaKarM, aAa, MGG (ex-Millenium), 1PV, etc.
CS:GO étant un jeu majeur de l'esport, l'étendue de sa couverture médiatique grand public a suivi celle plus globale du sport électronique, de plus en plus présent dans les médias non-endémiques. Le quotidien L'Équipe, référence du sport en France, couvre par exemple l'esport depuis 2016, et possède un journaliste dédié au secteur en CDI depuis 2019. Des titres comme Le Monde ou Le Figaro , ou des médias comme France Info, ont déjà relayé les grandes annonces ayant eu lieu autour du jeu et de ses tournois. Les performances des Français sont aussi l'occasion de parler du sujet, à l'image de Nice-Matin, qui avait suivi les joueurs d'EnVyUs en 2015 lorsque leur gaming house était située près de Nice.

#### Audience des grands événements
Considérés comme les événements les plus suivis et attendus de la scène, les Majors servent de baromètre de suivi de l'audience de CS:GO. Le premier, à la DreamHack Winter 2013, établit un record à 145 000 viewers simultanés sur Twitch. Ce nombre n'a fait qu'augmenter ensuite. Lors des ESL One Katowice 2015, un pic est établi à 775 665 viewers sur la plateforme de streaming, tandis que le million était dépassé en prenant en compte les autres sites de visionnage et les joueurs regardant les matchs directement depuis le jeu. Il faut ensuite attendre 2017 et le Major de l'ELEAGUE à Atlanta pour qu'un million de viewers simultanés soit comptabilisé sur une seule chaîne Twitch, lors des dernières minutes de la finale.
Depuis, le record total, prenant en compte l'ensemble des spectateurs simultanés, a été porté à 2 748 434 personnes à l'occasion du PGL Major Stockholm 2021, selon les données d'Esports Charts.
Ces chiffres s'avèrent similaires aux audiences maximales enregistrées par Dota 2, autre titre majeur de Valve, dont le record culmine à 2,7 millions de spectateurs simultanés à l'occasion de The International 10, en 2021. En revanche, elles demeurent inférieures à celles de League of Legends, qui a atteint les 5,1 millions de spectateurs simultanés lors de ses Worlds 2022.

### Compétitions féminines
Comme sur les précédents opus de la licence, une scène féminine s'est développée en parallèle de la scène principale, officiellement mixte. Des événements spécifiques sont réservés aux femmes, à l'image de ceux organisés entre 2012 et 2016 par l'ESWC, ou entre 2013 et 2019 par la Copenhagen Games, au Danemark. ESL, avec son Intel Challenge Katowice puis son ESL Impact League, ou DreamHack avec ses Showdown ont également participé à l'édification de ce circuit féminin, qui compte cependant beaucoup moins d'événements que le circuit principal.
Afin de présenter des équipes à ces tournois et de soutenir la scène féminine en permettant à certaines joueuses de vivre entièrement ou partiellement de cette activité, plusieurs clubs ont mis en place une division féminine en leur sein, tels que Counter Logic Gaming avec CLG Red ou Dignitas avec Dignitas female.
L'existence d'une scène féminine fait l'objet de débats réguliers puisque la scène principale n'est pas divisée par genre : théoriquement, les équipes féminines pourraient donc batailler directement avec leurs équivalents masculins – ce que promeuvent les opposants à l'existence d'un circuit féminin dédié –, et des formations mixtes pourraient exister.
Les défenseurs de la scène féminine mettent en avant les difficultés sociales rencontrées par les femmes dans cet univers à dominante masculine. Marion "Mar1on" Lopez, ancienne joueuse semi-professionnelle, explique qu'il est par exemple compliqué de trouver des équipes masculines prêtes à s'entraîner contre des formations féminines : "On a très rarement l’occasion de s’entraîner contre du subtop français. Certains acceptent car on les connaît mais la plupart ne veulent pas car ils ne veulent pas jouer contre des équipes féminines ou, parfois, ils le font quand même mais ne sont absolument pas fair-play et rush dans tous les sens, ce qui n’est absolument pas intéressant pour nous, ni pour eux. Le niveau est radicalement différent, on évolue aussi, on travaille beaucoup, mais il reste quand même un gros fossé notamment en termes de skill". Cette différence s'explique notamment par le faible nombre de femmes jouant à CS:GO (20 % des joueurs étaient des joueuses en 2022), ce qui réduit automatiquement la proportion de "bonnes joueuses" par rapport aux "bons joueurs".

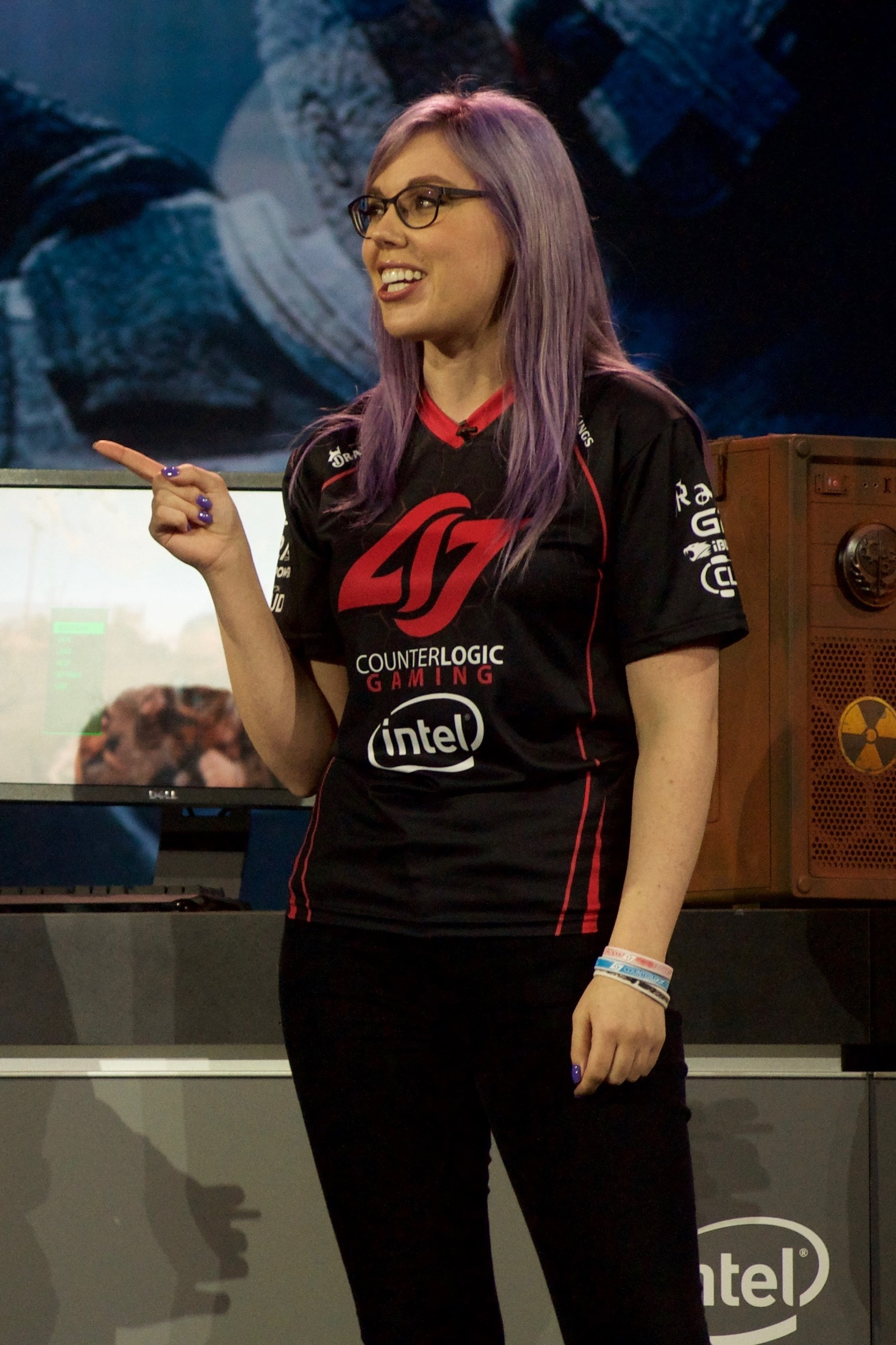
missharvey, longtemps considérée comme l'une des joueuses phares de la scène.

À cela s'ajoutent les problèmes de sexisme rencontrés en jeu, qui peuvent décourager les joueuses de s'entraîner sérieusement. Stéphanie "missharvey" Harvey, ancienne joueuse canadienne cinq fois championne du monde, dénonce les "comportements sexistes" et "blagues douteuses" du milieu, de même que le "sous-financement des organisations et tournois féminins", qui contribue à creuser l'écart avec les hommes, beaucoup moins de femmes ayant la possibilité de dédier leur carrière au jeu.
Julia "juliano" Kiran se dit elle favorable à une scène complètement mixte, mais estime qu'avec "la rivalité existant entre les genres, il faut séparer les tournois, sinon les femmes ne joueraient pas de la même façon". L'existence d'un circuit féminin permet de donner de la visibilité à des joueuses qui seraient quasiment invisibles autrement, comme l'explique l'Américaine Klaudia "klaudia" Beczkiewicz : "Beaucoup de joueuses arrivent sur la scène compétitive simplement parce qu'elles ont regardé des événements féminins. Peut-être qu'à l'avenir, une joueuse parviendra à briser ces barrières, mais avoir des tournois féminins est un bon moyen de gagner en exposition et de mettre en lumière notre communauté".
La question transgenre commence également à émerger. En mai 2017, une équipe de joueuses transgenres s'était vue refuser la participation à l'Open Summer 2017 par ESL, car leurs passeports n'étaient pas marqués du genre "féminin". Ce refus pose une nouvelle question, les joueuses n'étant pas non plus autorisées à prendre part aux tournois masculins, puisqu'elles ne sont pas non plus considérées comme des hommes. En 2022, la joueuse brésilienne trans Olga "olga" Rodrigues a cependant pu participer à l'ESL Impact League, réservée aux femmes.